# Red Dead Redemption 2
Red Dead Redemption 2 este un joc video de acțiune-aventură de tipul open-world cu o tematică Western dezvoltat și publicat de Rockstar Games. Inițial a fost lansat exclusiv pentru PlayStation 4 și Xbox One pe 26 octombrie 2018, iar ulterior și pentru Microsoft Windows pe 5 noiembrie 2019. Jocul este al treilea titlu din seria Red Dead și un prequel pentru cel din 2010 Red Dead Redemption. Acțiunea se desfășoară într-o versiune fictivă a Vestului, Vestului mijlociu și Sudului Statelor Unite, spre sfârșitul frontierei americane, în anul 1899, cu 12 ani înainte de evenimentele din Red Dead Redemption, și urmărește povestea lui Arthur Morgan, un membru al bandei de nelegiuiți Van der Linde, care, în încercarea de a supraviețui în vederea sfârșitului Vestului Sălbatic, intră în conflict cu forțe guvernamentale, bande rivale și numeroși alți inamici. Parte din banda Van der Linde este și John Marston, protagonistul din Red Dead Redemption, jocul urmărind, pe lângă povestea lui Arthur, și maturizarea lui John în persoana serioasă și responsabilă care este în jocul respectiv. Pe lângă John, alți membri ai bandei se întorc în Red Dead Redemption, inclusiv Dutch van der Linde, liderul carismatic al bandei, astfel încât poveștile celor două jocuri sunt foarte conectate.
Jocul este jucat atât dintr-o perspectivă third person, cât și first person, și prezintă un open-world masiv și interactiv, pe care jucătorul îl poate explora fără restricții. Gameplay-ul constă în principal în lupte cu arme de foc, jafuri, vânat, călărit, interacțiuni cu personaje non-jucător (NPC-uri) și menținerea unui nivel de onoare ridicat al personajului-jucător prin diferite fapte bune. Jocul folosește un sistem de "wanted" adaptat din seria Grand Theft Auto și prezent și în Red Dead Redemption, redenumit sistem de "recompense", care are rolul de a indica în ce măsură autoritățile și vânătorii de recompense reacționează la crimele comise de jucător. Un mod multiplayer online al jocului, numit Red Dead Online, a fost lansat în beta în noiembrie 2018, urmând să aibă o lansare oficială pe 15 mai 2019; acesta este foarte asemănător cu Grand Theft Auto Online, modul online al lui Grand Theft Auto V.
Foarte anticipat și comercializat înainte de lansare, Red Dead Redemption 2 a spart numeroase recorduri și a avut a doua cea mai mare lansare în istoria oricărei forme de divertisment, generând vânzări de 725 de milioane de dolari în primul weekend de la lansare și expediind peste 24 de milioane de copii. A avut parte de recenzii foarte favorabile și "apreciere universală" din partea criticilor, care i-au lăudat povestea, personajele, open-world-ul și nivelul ridicat de detalii. I s-au acordat numeroase scoruri perfecte și premii, inclusiv "Critics' Choice Award" la Golden Joystick Awards 2018, precum și numeroase onoruri, precum "Cea mai bună Narativă" și "Cea mai bună Coloană Sonoră / Muzică" la The Game Awards 2018.

## Gameplay
Red Dead Redemption 2 este un joc de acțiune-aventură cu o tematică Western, jucat dintr-o perspectivă third sau first person și plasat într-un open-world ce reprezintă o versiune fictivă a vestului Statelor Unite. Jocul include atât un mod singleplayer, cât și unul multiplayer online, intitulat Red Dead Online. În modul singleplayer, jucătorul îl controlează pe Arthur Morgan, un membru al bandei Van der Linde, în timp ce acesta completează numeroase misiuni - scenarii lineare cu obiective stabilite - pentru a progresa în poveste. În afara misiunilor, jucătorul poate explora fără restricții open-world-ul jocului. Jucătorul se poate lupta cu inamicii folosind atacuri corp la corp, arme de foc sau explozivi. Combat-ul a fost îmbunătățit semnificativ comparativ cu Red Dead Redemption iar jocul include câteva mecanici noi, absente în acesta, precum abilitatea de a ține două arme în mâini în același timp și folosirea unui arc cu săgeți. De asemenea, spre deosebire de John în Red Dead Redemption, Arthur poate înota.
Lumea neexploatată a lui Red Dead Redemption 2 reprezintă cea mai mare parte a open-world-ului jocului și oferă diferite peisaje naturale, cu călători ocazionali, bandiți și numeroase animale sălbatice. Există și așezări urbane în joc, de la ferme, la orașe mai mari, cu străzi pavate. Diferitele rase de cai sunt principalul mijloc de transport în joc, fiecare cu abilități și atribute diferite. Jucătorul trebuie să antreneze sau să îmblânzească un cal sălbatic pentru a-l putea folosi, cu excepția cailor furați, care sunt deja antrenați; totuși, acesta tot trebuie să pună o șa pe cal pentru ca acesta să devină proprietatea sa. Cu cât jucătorul folosește mai mult un cal, cu atât acesta devine mai atașat de el; jucătorul poate să curețe și hrănească calul pentru a grăbi procesul de atașare, și va obține diferite avantaje când călărește calul. Căruțele și trenurile sunt și ele mijloace de transport în joc. De asemenea, jucătorul poate deturna un tren sau o căruță în mișcare, amenințând șoferul sau pasagerii și putând apoi să jefuiască conținutul sau pasagerii.
Jucătorul poate, de asemenea, fi martor sau să participe la diferite evenimente în timp ce explorează lumea jocului, precum ambuscade, crime, cereri de ajutor, împușcături în timpul călăritului, execuții publice și atacuri ale animalelor. De exemplu, în timp ce Arthur explorează Vestul Sălbatic, el poate da peste diferite persoane care îi cer ajutorul și, dacă decide să le ajute, acestea îi vor fi recunoscătoare și îl vor recompensa dacă se întâlnesc din nou cu el mai târziu. Jucătorul poate participa, de asemenea, la activități secundare, precum mici favoruri pentru membrii bandei sau străini, dueluri, vânători de recompense, căutări comori sau alte obiecte de colectat în jurul hărții, precum sculpturi în roci, și mini-jocuri ca poker, blackjack, domino și Five Finger Filet. Vânatul animalelor joacă, de asemenea, un rol important în joc, oferindu-i jucătorului hrană, bani dacă le vinde și materiale pentru construirea obiectelor. La vânătoare, jucătorii trebuie să ia în considerare mai mulți factori, precum alegerea armelor și unde să tragă, deoarece aceste lucruri afectează calitatea cărnii și a pielii, astfel încât jucătorul va primi mai puțini bani pe ele. Jucătorii pot să ia pielea animalelor vânate pe loc, sau să le ia corpul cu totul, care va putrezi în timp și va atrage prădătorii.
Jocul se concentrează pe alegerile jucătorului când vine vorba de poveste și misiuni. În anumite momente din poveste, jucătorul va avea opțiunea de a accepta sau de a refuza anumite misiuni suplimentare, ceea ce va modifica puțin povestea în funcție de alegere. Jucătorul poate vorbi cu NPC-urile într-un mod cu totul nou în serie: Arthur poate alege să poarte diferite dialoguri cu NPC-urile, de la o discuție prietenească la a le insulta. Dacă jucătorul alege să omoare un NPC, atunci poate să-i caute corpul pentru obiecte de valoare. Red Dead Redemption 2 readuce sistemul de onoare din predecesorul său, care are rolul de a măsura cum acțiunile lui Arthur îi afectează moralitatea. Alegerile și faptele pozitive din punct de vedere moral, cum ar fi ajutarea străinilor, respectarea legii și cruțarea adversarilor într-un duel, vor crește nivelul de onoare jucătorului. Totuși, faptele negative, cum ar fi jefuirea și rănirea nevinovaților, vor scădea din nivelul de onoare al jucătorului. Povestea este influențată de onoare, deoarece anumite dialoguri și chiar ce se întâmplă cu Arthur la finalul jocului variază în funcție de nivelul acestuia de onoare. Atingerea anumitor puncte cu nivelul de onoare al lui Arthur îi aduc jucătorului recompense unice, precum anumite articole de îmbrăcăminte și reduceri mari la magazine. Totuși, un nivel scăzut de onoare are și el beneficiile sale, deoarece Arthur va găsi mult mai multe obiecte de valoare când caută corpuri.
Este important ca jucătorul să aibă grijă de Arthur, deoarece acesta poate suferi pierderi la nivelul atributelor sale, precum nivelul de viață și stamina, dacă nu este îngrijit cum trebuia. De exemplu, dacă Arthur poartă haine călduroase în medii mai reci, atunci nu va îngheța de frig, dar dacă le poartă în zone mai calde, va ajunge să transpire și astfel va obosi mult mai repede. Arthur poate, de asemenea, să se îngrașe sau să slăbească în funcție de cât de mult mănâncă, o caracteristică regăsită anterior în jocurile Rockstar doar în Grand Theft Auto: San Andreas. Un Arthur slab va avea un nivel de viață mai scăzut dar o stamină mai crescută, în timp ce un Arthur gras va avea parte de mai multă viață dar mai puțină stamină, de aceea este important ca acesta să mănânce într-un mod echilibrat. Jucătorul se poate scălda sau face o baie pentru a rămâne curat și poate vizita un frizer pentru a-și schimb freza sau barba; părul lui Arthur crește în timp real, astfel că acesta va fi nevoit să se tundă frecvent. Anumite lucruri din joc se degradează în timp, precum armele, care au nevoie să fie curățate frecvent. Când Arthur folosește o anumită armă pentru o perioadă mai lungă de timp, el devine mai experimentat cu aceasta, ceea ce face mai ușor trasul cu arma respectivă, reduce reculul ei și mărește rata de reîncărcare a acesteia. Arthur poate, de asemenea, să doarmă, pentru a se odihni când este prea obosit, sau doar pentru a avansa timpul în joc.
Combat
Luptele cu arme de foc sunt un element important în Red Dead Redemption 2. Jucătorul poate să se ascundă în spatele unor obiecte, să tragă orbește, fără a ținti, și să țintească o anumită persoană sau animal. Părțile individuale ale corpului pot fi, de asemenea, nimerite, astfel încât respectiva persoană sau animal să fie doar pusă la pământ, fără a fi omorâtă. Când jucătorul țintește un inamic, motorul jocului creează în mod unic reacțiile și mișcările AI-urile în funcție de locul în care au fost împușcate. Printre armele prezente în joc se regăsesc pistoale, revolvere, repeatere, puști, snipere, arcuri cu săgeți, explozivi, puști Gatling montate și arme pentru luptă corp la corp, precum cuțite și topoare. Lasourile se întorc și ele din Red Dead Redemption și, la fel, au rolul de a lega și imobiliza timp ce câteva minute inamicii. Mecanica "Dead Eye", prezentă în toate titlurile anterioare din serie, se întoarce și ea în Red Dead Redemption 2, fiind, la fel, un sistem de încetinire a timpului, ceea ce îi permite jucătorului să țintească mult mai ușor inamicii; timpul este încetinit doar câteva secunde și, odată ce își revine la normal, Arthur trage automat și într-o succesiune foarte rapidă în toate locurile țintite. Dead Eye se îmbunătățește pe măsură ce povestea progresează și îi va acorda jucătorului mai multe abilități, precum posibilitatea de a detecta punctele fatale ale inamicilor, ce îi vor omorî pe loc odată nimerite.
Sistemul de "recompense", o versiune modificată a celui de "wanted' din seria Grand Theft Auto, se întoarce, de asemenea, din Red Dead Redemption și, la fel, este o mecanică care îi indică jucătorului modul în care autoritățile și vânătorii de recompense reacționează la crimele comise de acesta. După ce jucătorul comite o crimă, martorii vor alerga la cea mai apropiată stație de poliție pentru a anunța legea, dar jucătorul poate să-i oprească înainte de ajunge acolo, oferindu-le bani sau omorându-i, astfel încât legea să nu fie anunțată. Totuși, dacă jucătorul nu face nimic și legea este în cele din urmă anunțată, aceasta va trimite diferite autorități de aplicare a legii pentru a investiga. Când jucătorul este găsit vinovat pentru crimă, contorul "Wanted" apare, împreună cu o recompensă pusă pe capul jucătorului, cu scopul de a-i atrage pe vânătorii de recompense. Recompensa crește cu cât jucătorul comite mai multe crime, astfel încât mai mulți vânători vor fi trimiși după acesta, urmărindu-l chiar până în pustietate. După ce a comis suficiente crime, marșalii americani vor fi trimiși după jucător. Pentru a scăpa de autorități, jucătorul trebuie să plece din zona acestora de căutare, marcată de un cerc roșu pe hartă, până când contorul "Wanted" va dispărea complet. În mod alternativ, jucătorul se poate ascunde de urmăritorii săi sau să-i ucidă pe toți. Chiar dacă jucătorul a reuși să scape de autorități sau a fost capturat, recompensa de pe capul său va rămâne, ceea ce va face ca atât legionarii, cât și civilii să fie mai vigilenți în preajma sa, iar regiunile în care s-au săvârșit crimele să fie închise. Când este prins de urmăritorii săi, jucătorul are posibilitatea de a se preda dacă este neînarmat și pe jos, dar vânătorii de recompense nu vor accepta niciodată predarea și îl vor omorî pe jucător pe loc. Singura modalitate prin care jucătorul poate scăpa de recompensă este să o plătească la un oficiu poștal. Se întâmplă că pentru jocurile sub Windows 10 ai nevoie de o anumită versiune de Windows, de exemplu, în cerințele recomandate de Red Dead Redemption 2 Windows 10 versiunea 1803 este indicată, dacă ai o versiune inferioară, jocul nu va începe.

## Povestea

### Plasare
Lumea din Red Dead Redemption 2 este împărțită în cinci state americane fictive: New Hanover, Ambarino, Lemoyne, New Austin și West Elizabeth. Primele trei sunt noi în serie, în timp ce New Austin și West Elizabeth au apărut și în Red Dead Redemption, deși West Elizabeth a fost modificat să include câteva regiuni noi. Nuevo Paraiso, statul mexican fictiv care a apărut în Red Dead Redemption, nu este accesibil în joc, deși există și jucătorul poate ajunge în el în urma unor exploatări. Statele sunt centrate pe râurile San Luis și Lannahechee și pe țărmurile lacului Flat Iron. Ambarino este o regiune de sălbăticie montană, cea mai mare așezare umană de aici fiind o rezervație de americani nativi; New Hanover este o vale lată care a devenit un centru al industrializării; iar Lemoyne este compus din mai multe bayouri și plantații, asemănător cu Louisiana în viața reală, și este casa vechii colonii franceze din Saint Denis, la fel ca și New Orleans în realitate. West Elizabeth este alcătuit din câmpii întinse și păduri dense și conține orașul modern Blackwater; regiunea a fost extinsă comparativ cu Red Dead Redemption și include o regiune nordică nouă, unde este localizat orășelul Strawberry. New Austin este foarte asemănător cu cum arăta în Red Dead Redemption, fiind o regiune în principal de deșert, deși cuprinde și câteva orașe de frontieră precum Armadillo și Tumbleweed.

### Povestea
În 1899, în urma unui jaf eșuat al unui feribot în orașul Blackwater, care rezultă în moartea și arestarea câtorva membri, banda Van der Linde - Dutch van der Linde, Arthur Morgan, John Marston, Hosea Matthews, Bill Williamson, Javier Escuella, Lenny Summers, Charles Smith, Uncle, Abigail Roberts, Molly O'Shea, Tilly Jackson, Simon Pearson, Leopold Strauss, Karen Jones, Susan Grimshaw, Josiah Trelawny, Mary-Beth Gaskill, Orville Swanson și Micah Bell - este nevoită să-și părăsească ascunzătoarea din Blackwater și să treacă munții pentru a scăpa de autoritățile care îi urmăresc, lăsându-și banii în urmă. Cât timp poposesc în munți, ei se confruntă cu banda rivală O'Driscoll și o întâlnesc pe Sadie Adler, o văduvă a cărui soț a fost ucis cu puțin timp în urmă de banda O'Driscoll și care devine cel mai nou membru al bandei Van der Linde. După ce Arthur și Javier îl găsesc pe John, care a dispărut de ceva timp și acum are niște cicatrici noi pe față după ce a fost atacat de lupi, banda află de planul bandei O'Driscoll de a jefui un tren deținut de miliardarul Leviticus Cornwall și îl jefuiesc ei în schimb. Totuși, acest lucru îl înfurie pe Cornwall, care angajează un grup de agenți federali de la Agenția Națională de Detectivi Pinkerton, conduși de Andrew Milton și partenerul acestuia, Edgar Ross, să găsească și să aresteze banda.
În urma jafului, banda se mută în Horseshoe Overlook, în apropiere de orașul Valentine din statul New Hanover. Realizând că progresul civilizației marchează sfârșitul erei nelegiuiților, ei decid să strângă suficienți bani pentru a scăpa de lege și a se retrage definitiv din viața de nelegiuit, astfel că Arthur și restul bandei realizează mai multe furturi, jafuri și alte misiuni pentru a strânge banii, Dutch promițându-le constant un mare jaf final care să le asigure libertatea. În același timp, Arthur face tot posibilul pentru a ajuta banda, salvându-l pe Micah după ce acesta a fost arestat în orașul Strawberry, după care cei doi lucrează împreună în a jefui o căruță plină cu bani, deși întâmpină dificultăți din partea bandei O'Driscoll, precum și pe Sean MacGuire, un alt membru al bandei care a fost capturat în timpul jafului din Blackwater, cu ajutorul lui Javier și Trelawny. De asemenea, Arthur începe să-l ajute pe Leopold să recupereze bani de la datornici, iar banda își continuă conflictul cu banda O'Driscoll, recrutând un nou membru, pe Kieran Duffy, un fost membru al bandei O'Driscoll care a fost capturat anterior de către Arthur. Acesta lucrează mai târziu alături de John, Charles și Sean pentru a jefui un alt tren, dar este ulterior abordat de Milton și Ross când se află la pescuit cu fiul lui John și Abigail, Jack, care încearcă să-l convingă să trădeze banda. Deși Arthur refuză, Cornwall și Pinkertonii găsesc în cele din urmă ascunzătoarea bandei în Valentine și, în urma unei lupte cu toate autoritățile din oraș, banda este din nou nevoită să se mute.
Banda ajunge în orașul Rhodes, în statul Leyone, unde întâlnește două familii rivale, Gray și Braithwaithe, care dețin aur de pe vremea războiului civil. Banda începe să lucreze simultan pentru cele două familii pentru a le câștiga încrederea, Dutch reușind să izbucnească un război între ele, în speranța că va putea apoi să le fure aurul în timp ce aceștia sunt distrași. Arthur și Dutch sunt numiți deputați ai șerifului din oraș, Leigh Gray, co-liderul familiei Gray, ajutându-l pe acesta și pe ceilalți deputați ai săi cu prinderea câtorva nelegiuiți din regiune, în timp ce Hosea devine partener de afaceri cu Catherine Braithwaith, lidera familiei Braithawithe, câștigând astfel încrederea familiilor. În timpul popasului lor în Rhodes, Arthur mai lucrează alături de alți membri a bandei pentru a realiza numeroase jafuri, ajutându-i pe Bill, Karen și Lenny cu jaful băncii din Valentine, precum și pe Uncle, Charles și Bill cu jaful unei căruțe deținute de Cornwall, și pe Trelawny cu cel al căruței unei cântărețe de operă. Totuși, cele două familii află în cele din urmă că au fost jucate de bandă și astfel o trădează: Leigh îi ademenește într-o ambuscadă a familiei Gray, în timpul căreia Sean este omorât, iar familia Braithwaithe îl răpește pe Jack. Drept răzbunare, banda se luptă cu cele două familii și reușește să le elimine, omorându-l pe Leigh și dând foc conacului familiei Braithwaithe, dar află că Jack a fost vândut unui lord al crimei italian numit Angelo Bronte.
După ce tabăra lor este din nou găsită de Pinkertoni, banda se mută într-o casă abandonată în apropiere de orașul industrial Saint Denis, de unde Dutch, Arthur și John pleacă în oraș în căutarea lui Bronte. După ce îl confruntă la conacul său, Bronte îl înapoiază pe Jack și mai târziu invită banda la o petrecere luxoasă la casa primarului din Saint Denis, unde Arthur îl întâlnește pe Rains Fall, liderul unui trib de americani nativi care are, de asemenea, probleme din partea guvernului, în timp ce Dutch primește un pont cu privire la un cazinou aflat pe o barcă, pe care Arthur, Javier, Leopold și Trelawny îl jefuiesc mai târziu. De asemenea, banda se confruntă din nou cu banda O'Driscoll, care îl omoară pe Kieran și le atacă ascunzătoarea, iar mai târziu Dutch primește un nou pont de la Bronte cu privire la un jaf, dar se dovedește a fi o capcană iar Arthur, Dutch și Lenny reușesc să scape de autorități la limită. Drept răzbunare, banda atacă conacul lui Bronte, după care Dutch îl răpește pe acesta și îl dă unui aligator să-l mănânce, spre șocul celorlalți membri ai bandei. Considerând că nu mai există niciun viitor pentru bandă în Statele Unite, Dutch plănuiește un jaf al băncii din Saint Denis pentru a strânge suficienți banii ca toți să plece în străinătate. Totuși, jaful merge prost din cauza intervenției Pinkertonilor, conduși de Milton, care îi omoară pe Hosea și Lenny și îl arestează pe John. Dutch, Arthur, Bill, Javier și Micah reușesc să scape cu banii la bordul unei nave care se îndreaptă spre Cuba, dar, în urma unei furtuni, nava este distrusă, banii sunt pierduți iar membrii bandei sunt lăsați naufragiați pe o insulă numită Guarma.
Aici, ei devin rapid implicați într-un război dintre Colonelul Alberto Fussar, deținătorul plantațiilor de zahăr de pe insulă, și populația locală pe care acesta a înrobit-o, ajutându-i pe aceștia din urmă cu revoluția împotriva tiranului lor. După mai multe lupte cu armata lui Fussar, banda atacă în cele din urmă fortăreață acestuia și, cu ajutorul liderului rebelilor, Hercule Fontaine, reușește să o distrugă, omorându-l pe Fussar și pe oamenii lui și eliberând astfel populația locală, care, în schimbul ajutorului lor, le oferă o barcă care să-i ducă înapoi în America. Întorcându-se în State, cei cinci se reîntâlnesc cu restul bandei la noua lor ascunzătoarea în orașul abandonat Lakay, dar în urma altui atac al Pinkertonilor, ei sunt din nou nevoiți să se mute și ajung în regiunea Beaver Hollow din statul New Hanover. În timpul popasului bandei în Beaver Hallow, Arthur o ajută pe Sadie să se răzbune pe banda O'Driscoll și află că Colm O'Driscoll, liderul bandei și rivalul de moarte al lui Dutch, a fost arestat și urmează să fie spânzurat în Saint Denis. Împreună cu Dutch, ei opresc încercarea oamenilor lui Colm de-al salva și privesc apoi cum acesta este spânzurat, marcând sfârșitul conflictului cu banda O'Driscoll. Cu toate acestea, Arthur află mai târziu că s-a îmbolnăvit de tuberculoză în cadrul uneia dintre misiunile de recuperare de bani de la datornici pentru Leopold și, realizând că va muri curând, începe să reflecteze asupra acțiunilor sale și la cum va proteja banda după moartea sa.
Între timp, Dutch devine obsedat cu planificarea unui ultim jaf care să-i îmbogățească pe toți. El refuză să-l elibereze încă pe John, dar Arthur și Sadie organizează o misiune secretă și împreună cei doi reușesc să-l salveze pe John. Totuși, cum Arthur nu a respectat ordinele lui Dutch, acesta începe să se îndoiască de loialitatea sa, în special că este manipulat în secret de Micah, care l-a înlocuit pe Hosea în calitate de sfătuitorul lui Dutch după moartea acestuia. Dutch devine curând și suspicios că există un informator al Pinkertonilor în cadrul bandei în urma atacului acestora asupra ultimei ascunzători a lor, iar banda mai pierde încă doi membri, ci anume pe Moly, după ce aceasta susține că ea este informatorul și este împușcată de Susan, și pe Leopold, care este dat afară din bandă ce către Arthur, după ce acesta văzut câte vieți a ruinat afacerea sa de împrumutat de bani. De asemenea, Arthur îi acompaniază pe Dutch și Micah la o așa-zisă "întâlnire pașnică" cu Cornwall în Annesburg, numai pentru ca Dutch să-l omoare imediat pe Cornwall, crezând că acest lucru îi va opri pe Pinkertoni, dar în realitate doar îl face pe Arthur să înceapă să se îndoiască de el.
Mai târziu, Arthur se reîntâlnește cu Rains Fall și decide să-l ajute în conflictul său cu guvernul, dar Dutch îl manipulează pe fiul acestuia, Eagle Flies, să înceapă un război cu armata americană, condusă de Colonelul Henry Favours, de care Dutch plănuiește să se folosească pentru a distrage atenția armatei de la bandă. Ei decid să-l ajute pe Eagle Flies cu atacul asupra armatei, dar, deși reușesc să-l omoare pe Favours și pe oamenii lui, Eagle Flies este omorât în timpul luptei și tribul suferă numeroase alte pierderi, astfel că este nevoit să plece în Canada. Drept urmare, Charles decide să părăsească banda pentru a ajuta tribul și pleacă împreună cu aceștia, în timp ce Arthur începe să fie tot mai îngrijorat că Dutch nu mai este omul pe care îl știa cândva, acesta fiind acum extrem de paranoic, alegând uciderea oamenilor ca soluție pentru orice problemă și făcându-i pe toți să renunțe la idealurile lor. Numeroși membri ai bandei încep să fie dezamăgiți și ei de conducerea lui Dutch și pleacă, în timp ce acesta și Micah plănuiesc un jaf final asupra trenului care transportă fonduri pentru armată. Arthur vorbește cu John și îl convinge că trebuie să părăsească banda împreună cu familia sa în urma jafului, dar în cele din urmă ajunge să-și piardă orice urmă de încredere în Dutch, după ce acesta îl lasă pe John să moară după ce este împușcat în timpul jafului trenului și refuză să o salveze pe Abigail după ce aceasta este capturată de Pinkertoni.
Din nou încălcând ordinele lui Dutch, Arthur și Sadie atacă tabăra Pinkertonilor pentru a o salva pe Abigail și îl confruntă pe Milton, care le dezvăluie că Micah a fost de fapt informatorul lor, încă de la întoarcerea din Guarma. După ce Abigail îl omoară pe Milton, Arthur o trimite pe ea, Jack, Sadie și Tilly în siguranță, urându-le rămas bun, înainte de a se întoarce la tabără, unde îl acuză pe Micah de trădare în fața tuturor. Acest lucru duce la formarea a două tabere: una de partea lui Micah, constând în acesta, Bill și Javier, și una de partea lui Arthur, constând în acesta, Susan și John, care tocmai s-a întors și el și îl acuză pe Dutch că l-a lăsat să moară. Deși nesigur la început pe cine să creadă, Dutch trece în cele din urmă de partea lui Micah, chiar când acesta o împușcă pe Susan și un grup de Pinkertoni atacă tabăra, astfel încât fiecare fuge în direcția sa. Arthur se duce împreună cu John și, după ce își acceptă soarta și își ia rămas bun de la acesta, fie rămâne să se lupte cu Pinkertonii pentru a-i câștiga lui John suficient timp să fugă și să se ducă la familia sa, fie se întoarce în tabără pentru a lua banii bandei din Blackwater. Indiferent de decizie, Arthur este atacat de Micah, care reușește să-l bată, chiar când apare și Dutch. Arthur îl convinge pe acesta să-l abandoneze pe Micah și să plece, înainte de a muri, fie din cauza tuberculozei, fie după ce este executat de Micah (în funcție de nivelul de onoare al lui Arthur). Drept urmare, odată cu moartea lui Arthur, sosește și sfârșitul bandei Van der Linde.
Opt ani mai târziu, în 1907, John și familia sa încearcă să ducă o viață onestă. Găsind de lucru la o fermă din Strawberry deținută de David Geddes, John începe să-l ajute pe acesta și pe familia lui cu diferite treburi în jurul fermei, dar este curând nevoit să apere ferma de banda Laramie, un grup de fermieri rivali. Geddes decide să-l țină pe John și familia lui prin preajmă pentru a-i proteja ferma în continuare, dar acest lucru o îngrijorează pe Abigail, văzând cum John se întoarce rapid la vechile sale obiceiuri violente. John începe să învețe cum să fie fermier și în cele din urmă îl ajută pe Geddes să-l omoare pe liderul bandei Laramie, pentru a pune capăt rivalității cu aceștia, și este nevoit să omoare niște oameni care îl amenință pe el și pe familia sa după ce i-au aflat adevărata identitate. Totuși, acest lucru o supără pe Abigail, care, considerând că John nu se va putea să se schimbe niciodată, pleacă împreună cu Jack. Dorind să dovedească că se poate schimba, John împrumută o sumă mare de bani de la bancă, cu care cumpără apoi o bucată de pământ, intenționând să construiască o fermă acolo. John se reîntâlnește apoi cu câțiva membri vechi ai bandei Van der Linde - Uncle, Charles și Sadie - care îl ajută să construiască ferma și să găsească de lucru pentru a mai plăti din datoriile la bancă. John îi scrie lui Abigail să se întoarcă și, când o face, aceasta este impresionată să vadă că John chiar s-a schimbat și John o cere în căsătorie, promițându-i că vor trăi împreună cu Jack ca o familie adevărată, departe de viața de nelegiuit.
Totuși, Sadie se întoarce mai târziu cu vești despre Micah, care este încă în viață și și-a format propria bandă de nelegiuiți. În ciuda insistențelor lui Abigail, John se alătură lui Sadie și Charles pentru a-l găsi și omorî pe Micah, drept răzbunare pentru moartea lui Arthur și dezbinarea bandei Van der Linde. Sosind în Strawberry, cei trei îl găsesc și îl confruntă pe Cleet, un membru al bandei lui Micah, care le dezvăluie că acesta se ascunde pe Muntele Hagen, înainte de a fi omorât fie de John,  fie de Sadie. După ce ajung în munți, John, Sadie și Charles încep să se lupte cu banda lui Micah, reușind să-i omoare pe toți, dar Charles și Sadie sunt răniți în timpul luptei. John îl confruntă în cele din urmă pe Micah, numai pentru a descoperi că acesta lucrează din nou alături de Dutch. Micah o ia pe Sadie ostatică și atât el, cât și Dutch îl amenință pe John cu arma, dar acesta reușește să-l convingă pe Dutch să se întoarcă împotriva lui Micah. Dutch îl împușcă pe Micah, permițându-i lui John să-l omoare, iar apoi pleacă fără să spună nimic, în timp ce John găsește vechii bani ai bandei din Blackwater, pe care îi folosește apoi pentru a-și plăti în totalitate datoria la bancă. Întorcându-se la fermă, John și Abigail se căsătoresc și încep o viață nouă alături de Jack, Uncle, Sadie și Charles, deși aceștia doi din urmă pleacă mai târziu pentru a-și urma propriul scop în viață.
Genericul de final arată ce s-a întâmplat cu câțiva membri supraviețuitori ai bandei Van der Linde: Pearson și-a deschis un magazin în Rhodes și s-a căsătorit, Mary-Beth a devenit o scriitoare, Tilly s-a căsătorit și are un copil, iar Trelawny s-a întors la familia sa în Saint Denis. Ultima scenă îi arată pe Edgar Ross, vechiul partener al lui Milton, acum un agent al Biroului de Investigații, și noul partener al acestuia, Archer Fordham, observând de la distanță ferma familiei Marston, inițiind astfel evenimentele din Red Dead Redemption.

### Personaje
Protagonistul și personajul jucabil al jocului este Arthur Morgan, un membru veteran al bandei de nelegiuiți Van der Linde. Banda este condusă de Dutch van der Linde, un lider carismatic ale cărui idealuri de bază sunt libertatea personală și opunerea în fața modernizării civilizației. Alți membri ai bandei sunt co-liderul și cel mai bun prieten al lui Dutch, Hosea Matthews, protagonistul din Red Dead Redemption John Marston, trăgătorul adesea agresiv și beat Bill Willamson, mercenarul mexican Javier Escuella, bătrânul leneș Uncle, iubita și fiul lui John, Abigail Roberts și Jack Marston (toți cinci apărând și în Red Dead Redemption), Micah Bell, pușcașul afro-american Lenny Summers, vânătorul american nativ Charles Smith, văduva Sadie Adler, irlandezul Sean MacGuire, bucătarul Simon Pearson, cămătarul Leopold Strauss, iubita lui Dutch, Molly O'Shea, supraveghetoarea Susan Grimshaw, Tilly Jackson, Karen Jones, Mary-Beth Gaskill, fostul preot Orville Swanson, con artistul Josiah Trelawny, și un fost membru al bandei rivale O'Driscoll, Kieran Duffy. Aliați importanți întâlniți în poveste sunt Mary Linton, fosta iubită a lui Arthur, și Rains Fall și fiul său, Eagle Flies, membri ai unui trib de americani nativi.
Actele criminale ale bandei îi aduc în conflict cu numeroși inamici, precum miliardarul Leviticus Cornwall și un grup de agenți federali de la Agenția Națională de Detectivi Pinkerton, conduși de agentul Andrew Milton și partenerul său, Edgar Ross (care apare și în Red Dead Redemption), pe care Cornwall îi angajează să găsească și captureze banda după ce aceștia îi jefuiesc numeroase afaceri. Alți rivali ai bandei includ lordul crimei italian Angelo Bronte, deținătorul unei plantații masive de zahăr de pe o insulă numită Guarma, Colonelul Alberto Fussar, comandantul corupt al unui grup de soldați americani, Colonelul Henry Favours, și rivalul de moarte al lui Dutch, Colm O'Driscoll, care este liderul bandei rivale O'Driscoll. Alte grupuri inamice sunt bandele Del Lobo, Laramie, Skinner, Murfee și Lemoyne Raiders, și familiile rivale Gray și Braithwaite.

#### Banda Van der Linde
- Arthur Morgan - este protagonistul jocului. Arthur a fost găsit de Dutch când avea doar 14 ani, fiind până atunci un biet orfan care se chinuia să trăiască pe străzi. Arthur a devenit primul protejat al lui Dutch, care i-a fost ca un părinte și mentor, învățându-l multe din tot ceea ce știe, inclusiv să fie un trăgător expert. Arthur este un membru important al bandei, care este unită ca o adevărată familie, astfel că face tot posibilul să o țină unită, deși cu timpul membrii încep să plece din cauza noului mod de conducere al lui Dutch, care nu mai este omul pe care Arthur îl știa cândva. El îi este foarte loial lui Dutch, dar ajunge să se îndoiască de conducerea lui în urma unor acțiuni care nu îi stau în caracter. În cele din urmă, după dezbinarea bandei, Arthur se sacrifică pentru a-l ajuta pe John Marston să se întoarcă la familia lui și este mai târziu înmormântat pe vârful unui munte. Arthur este o persoană serioasă și dură, dar cu propriul simț al umorului și care mereu duce treaba până la capăt. În funcție de modul în care este jucat, Arthur poate fi un adevărat erou care ține la cei apropiați, sau un nelegiuit nemilos.

- John Marston - este protagonistul secundar al jocului, devenind jucabil după moartea lui Arthur. Asemănător cu Arthur, John a fost găsit și luat în bandă la o vârstă fragedă, de doar 12 ani, fiind, de asemenea, orfan și trăind pe străzi, deja furând și omorând. În cadrul bandei, și el a devenit protejatul lui Dutch, care l-a învățat multe din tot ce știe, și a întâlnit-o pe Abigail, cu care a avut un fiu, Jack. Totuși, John nu era pregătit pentru astfel de responsabilități și a plecat timp de un an, ceea ce a deteriorat relația lui cu Arthur, deși cei doi au rămas prieteni buni și se consideră în continuare "frați". După dezbinarea bandei și moartea lui Arthur, John încearcă să ducă o viață onestă împreună cu familia sa, dar tot este tras în vechiul lui stil de viață violent, ceea ce o face pe Abigail să plece cu Jack, dar John dovedește că se poate schimba și construiește o fermă, cu ajutorul câtorva membri vechi ai bandei. După ce îl omoară pe Micah Bell, drept răzbunare pentru moartea lui Arthur și dezbinarea bandei, John începe o viață nouă alături de familia sa. John este încă un tânăr destul de neexperimentat și care preferă să fugă de responsabilități, dar până la finalul jocului reușește să se maturizeze în persoana dură și serioasă care este în Red Dead Redemption, unde este protagonistul principal.

- Dutch van der Linde - este liderul carismatic al bandei. Dutch se vede nu ca pe un criminal, ci o persoană care se luptă cu sistemul corupt de conducere al țării și și-a convins toți membrii bandei să urmeze aceste idealuri, cu toții fiind uniți ca o adevărată familie. El a luat copii orfani de pe stradă în banda sa și i-a învățat numeroase lucruri utile, formându-se rapid o relație de respect reciproc. În timpul evenimentelor jocului, banda vrea să strângă suficienți bani pentru a scăpa de lege și a se retrage din viața de nelegiuit, în vederea modernizării civilizației, dar, cu timpul, Dutch devine tot mai paranoic și violent, astfel încât mulți membri își pierd încrederea în el și pleacă, marcând sfârșitul bandei. Dutch ajunge să se îndoiască de loialitatea lui Arthur și trece de partea lui Micah, dar Arthur îl convinge să-l abandoneze pe acesta, înainte de a muri. Opt ani mai târziu, Dutch lucrează din nou alături de Micah, dar John îl convinge să-l trădeze și să-l împuște. După ce John îl omoară pe Micah, Dutch pleacă fără să spună nimic și nu mai este văzut în joc. Dutch se întoarce mai târziu în Red Dead Redemption.

- Micah Bell - este antagonistul principal al jocului. Micah este unul dintre cei mai recenți membri ai bandei, alăturându-se lor cu nu mai mult de cinci luni înainte de evenimentele jocului, când Dutch i-a salvat viața în timpul unei lupte într-un bar pentru niște aur furat. El este un criminal și mercenar experimentat, dar are un caracter foarte egoist, care îl face foarte ușor de urât de toată lumea. După moartea lui Hosea Matthews, Micah devine noul sfătuitor al lui Dutch și îl manipulează să-și piardă încrederea în Arthur. Micah devine mai târziu un informator pentru Pinkertoni, ceea ce rezultă în dezbinarea bandei și moartea lui Arthur, care nu a reușit să-l convingă pe Dutch de adevărata natură a lui Micah. Opt ani mai târziu, Micah își formează propria bandă și lucrează din nou alături de Dutch, dar este confruntat de John, care îi omoară întreaga bandă și îl convinge pe Dutch să se întoarcă împotriva lui, împușcându-l și lăsându-l apoi pe John să-l omoare, obținând astfel răzbunarea pentru moartea lui Arthur și dezbinarea bandei Van der Linde. Micah este o persoană nemiloasă și imprevizibilă, căruia îi place violența și este priceput în lupte, atât corp la corp, cât și cu armele.

- Hosea Matthews - este unul dintre cei doi fondatori ai bandei Van der Linde, alături de Dutch, și mâna dreaptă și sfătuitorul acestuia. Cei doi s-au întâlnit când au încercat să se jefuiască reciproc lângă un foc de tabără pe un drum din Chicago și au devenit rapid prieteni apropiați. Hosea este în cele din urmă omorât de Pinkertoni în timpul unui jaf al băncii din Saint Denis și este apoi înmormântat de Charles Smith în Bluewater Marsh. Hosea este cel mai bătrân membru al bandei, astfel că este și cel mai inteligent și calculat. El are un caracter calm și știe să rezolve orice problemă doar printr-un dialog prietenos, dar vârsta lui începe să-l prindă din urmă.

- Abigail Roberts (mai târziu Marston) - este partenera lui John și mama mult mai responsabilă a lui Jack. Ca și John, ea a fost orfană și a devenit membră a bandei la o vârstă destul de fragedă, prin intermediul lui Uncle. Abigail a fost o prostituată în cadrul bandei, dar până la urmă a ales să fie cu John, devenind apoi responsabilă de fiul lor, Jack, deoarece John era încă un tânăr petrecăreț care alegea să fugă de responsabilitățile sale. După ce banda se dezbină, Abigail, John și Jack încep o viață nouă, dar, opt ani mai târziu, John trece rapid la vechile sale obiceiuri violente, astfel că Abigail pleacă împreună cu Jack. Totuși, ea se întoarce după ce John îi dovedește că s-a schimbat și construiește o fermă, unde cei trei se mută și John o cere în căsătorie pe Abigail, ei începându-și apoi în mod oficial noua lor viață, departe de cea de nelegiuiți. Abigail este o femeie independentă și încăpățânată, dar puternică și mult mai responsabilă decât John, care a văzut multe în viață și astfel încearcă să-i ofere lui Jack o educație corectă și să-l șină departe de viața de nelegiuit cu orice preș. Abigail se întoarce mai târziu în Red Dead Redemption.

- Jack Marston - este fiul în vârstă de doar 4 ani al lui John și Abigail. El s-a născut și a crescut în cadrul bandei, deși toată lumea, în special Abigail, a făcut tot posibilul să-l țină departe de aspectele violente și negative ale vieții de nelegiuit. El se simte foarte norocos să aibă o familie așa de mare, considerându-i pe toți membrii bandei unchii și mătușile sale, în special Arthur, de care este foarte apropiat. Opt ani după dezbinarea bandei, John, Abigail și Jack, care are acum 12 ani, încearcă să ducă o viață onestă, dar Abigail pleacă cu Jack după ce John se întoarce rapid la vechile sale violente. Totuși, ei se întorc după ce John dovedește că s-a schimbat și construiește o fermă, unde cei trei se mută și își încep în mod oficial noua viață, departe de cea de nelegiuiți. Jack este un băiat inteligent, generos și independent, care iubește totul și pe toată lumea, în special natura înconjurătoare și s-o exploreze. Jack se întoarce mai târziu în Red Dead Redemption, unde are acum 16 ani.

- Uncle - este un membru vârstnic al bandei și un prieten apropiat al familiei Marston. Nimeni nu știe prea multe despre trecutul lui Uncle sau de unde vine numele său, dar se bucură când este prin preajmă, deoarece este foarte plin de viață și spune povești interesante. După ce devine evident că sfârșitul bandei este aproape, Uncle, împreună cu alți câțiva membri, pleacă. Opt ani după dezbinarea bandei, Uncle se reîntâlnește cu John și îl ajută să construiască o fermă, unde se mută împreună cu familia Marston. El este foarte leneș și, de regulă, nu este de găsit nicăieri când vine vorba de muncă, mai ales că este suferă de lumbago. Uncle se întoarce mai târziu în Red Dead Redemption.

- Sadie Adler - este cea mai recentă membră a bandei, fiind găsită de aceștia la începutul evenimentelor jocului. Casa ei a fost asediată și soțul ei omorât de banda O'Driscoll, rivală cu banda Van der Linde, dar aceștia din urmă o salvează iar în schimb ea devine o membră utilă a bande, fiind pricepută cu armele. După ce Abigail este capturată de Pinkertoni, Arthur și Sadie o salvează și află că Micah a devenit un informator pentru aceștia. Arthur le spune apoi lui Sadie și Abigail să fugă în siguranță, în timp ce el se întoarce în tabără să-l confrunte pe Micah, ceea ce rezultă în moartea lui Arthur și dezbinarea bandei. Opt ani mai târziu, John se reîntâlnește cu Sadie, acum o vânătoare de recompense, care îl ajută să construiască o fermă, să găsească de lucru pentru a mai plăti din datoriile la bancă și să se răzbune pe Micah. După aceasta, Sadie se mută împreună cu familia Marston în casa lor, dar mai târziu pleacă în America de Sud, pentru a-și găsi propriul scop în viață. Sadie este o femeie puternică și independentă, dar loială și este dispusă să facă orice pentru a-i proteja pe cei apropiați, asemănător cu Arthur, cei doi încălcând împreună ordinele lui Dutch de câteva ori pentru a face lucrul corect.

- Charles Smith - este un membru destul de recent al bandei, alăturându-se acestora cu câteva luni înainte de evenimentele jocului. El este jumătate american nativ și jumătate afro-american și a trăit mai toată viață pe drumuri, astfel că nu prea știe cum este să aibă o casă. În urma războiului dintre un trib de americani nativi și armata americană, declanșat de bandă, Charles decide să părăsească banda și rămâne cu tribul, pentru a-i ajuta în acest moment dificil pentru ei. Opt ani după desființarea bandei, John se reîntâlnește cu Charles, care îl ajută să construiască o fermă și să se răzbune pe Micah, pentru moartea lui Arthur și desființarea bandei. După aceasta, Charles se mută împreună cu familia Marston în casa lor, dar mai târziu pleacă în Canada, pentru a-și găsi propriul scop în viață. Charles este un vânător și urmăritor expert, un luptător experimentat și o persoană onestă și dominată de principii, într-o lume care nu pare să pună prea mult preț pe aceste idealuri.

- Bill Wiliamson - este un fost soldat din armata americană și un membru destul de recent al bandei, alăturându-se lor cu cinci ani înainte de evenimentele jocului. După ce a fost dat în mod dezonorant afară din armată, el a trecut la violență, băut, intimidare și omor și l-a întâlnit pe Dutch, care l-a convins să se alăture bandei. Bill este printre puținii membri care să rămână până la finalul bandei, trecând de partea lui Micah Bell când Arthur se întoarce în tabără și îl acuză pe acesta de trădare, numai pentru a fi cu toții atacați de Pinkertoni. În urma atacului, Bill fuge și nu mai este văzut niciodată în joc. Bill are un caracter destul de încăpățânat și se înfurie ușor, dar este puternic, loial și oricând gata pentru luptă. Bill se întoarce mai târziu în Red Dead Redemption.

- Javier Escuella - este un fost mercenar mexican din Nuevo Paraiso și un membru destul de recent al bandei, alăturându-se lor cu cinci ani înainte de evenimentele jocului. El a fost forțat să-și părăsească țara după ce a omorât un ofițer și, așteptând o schimbare la controlul țării pentru a se putea întoarce, a sosit în America, unde l-a întâlnit pe Dutch, ale cărui idealuri l-au atras, astfel că a fost de acord să se alăture bandei. Javier este printre puținii membri care să rămână până la finalul bandei, trecând de partea lui Micah Bell când Arthur se întoarce în tabără și îl acuză pe acesta de trădare, numai pentru a fi cu toții atacați de Pinkertoni. În urma atacului, Javier fuge și nu mai este văzut niciodată în joc. Javier este unul dintre cei mai loiali și de încredere membrii ai bandei, loialitatea lui către Dutch fiind doar egalată de cea a lui Arthur. De asemenea, el ține foarte mult la aspectul său și este mereu îmbrăcat cu cele mai stilate haine. Javier se întoarce mai târziu în Red Dead Redemption.

- Susan Grimshaw - este arbitrul bandei, responsabilă cu menținerea ordinii în orice tabără au aceștia. Ea este cu banda de la fel de mult timp ca și Arthur și a fost mai demult într-o relație cu Dutch, dar acum sunt doar parteneri în crime. După ce Arthur află de trădarea lui Micah Bell, Susan îi ia partea lui Arthur, numai pentru a fi împușcată de Micah și înmormântată apoi de Charles Smith în apropiere de Beaver Hollow. Susan este o femeie foarte muncitoare și anii ei cu banda au lăsat-o destul de obosită. Totuși, ea rămâne tenace și puternică și nu acceptă niciodată scuzele, dorind doar să vadă rezultate.

- Simon Pearson - este bucătarul bandei. El a fost pentru puțin timp parte din marină, dar îi place să vorbească la nesfârșit despre aventurile sale de atunci. Ca și tatăl și bunicul său, el ar fi vrut să devină vânător de balene, dar aceștia nu mai erau la căutare când și-a terminat el educația, astfel că s-a alăturat bandei Van der Linde, după ce aceștia l-au salvat de niște cămătari. După ce devine evident că sfârșitul bandei este aproape, Pearson, împreună cu alți câțiva membri, pleacă. El se căsătorește apoi și își deschide un magazin în Rhodes, dar păstrează o poză cu banda, prima lui familie. Pearson este un degenerat zgomotos și voios, dar într-o oarecare stare de negare cu privire la direcția neașteptată în care a luat-o viața sa.

- Leoplod Strauss - este bibliotecarul, contabilul și cămătarul bandei și unul dintre cei mai vârstnici membri ai acesteia. El s-a născut în Viena și, în urma unei copilării cu probleme serioase de sănătate, a imigrat în America, unde s-a alăturat bandei Van der Linde, în mare parte pentru protecție. El este cămătarul bandei și îl trimite pe Arthur să convingă datornicii să plătească, dar unul dintre aceștia este bolnav de tuberculoză și astfel Leopold este, în mod indirect, motivul pentru care Arthur se îmbolnăvește de tuberculoză. După ce Arthur află cât de multe vieții a ruinat cămătăratul lui Leopold, precum și drept răzbunare că l-a îmbolnăvit, el îl dă pe acesta afară din bandă. Leopold este mai târziu capturat de Pinkertoni, dar refuză să vorbească și astfel este omorât, indicând că, până la urmă, Leopold a avut o urmă de loialitate. Ca orice cămătar, Leopold este serios, lipsit de emoții și cu o personalitate oarecum schimbătoare.

- Lenny Summers - este un membru recent al bandei, alăturându-se acestora cu câteva luni înainte de evenimentele jocului. El a devenit experimentat cu armele la vârsta de 15 ani, când a omorât niște oameni care i-au atacat și omorât tatăl, și, în ciuda unei educații destul de bune, a ajuns să trăiască trei ani pe fugă, după ce a omorât fiecare ofițer și vânător de recompense din vestul râului Lannahechee. În cele din urmă, el s-a alăturat bandei Van der Linde pentru protecție, dar a ajuns rapid un membru important al acesteia și un prieten apropiat al lui Arthur. Lenny este omorât mai târziu în timpul jafului băncii din Saint Denis și este înmormântat împreună cu Hosea Matthews, care a murit și el în timpul jafului, de Charles Smith în Bluewater Marsh. Lenny este un tânăr inteligent, educat, ambițios și competent și este bucuros să ajute banda în ce măsură poate, deoarece aceștia îl judecă în funcție de abilitățile sale, ci nu de culoarea pielii.

- Mary-Beth Gaskill - este o membră a bandei care dă impresia unei fete binevoitoare, ceea ce o face hoțul perfect. Orfană de la o vârstă fragedă, ea a devenit o hoață de buzunare, până a fost prinsă după ce a furat de la niște oameni, deși a fost salvată de banda Van der Linde, care au primit-o printre ei. Lui Mary-Beth îi place să citească în timpul liber și speră să devină scriitoare într-o bună zi. După ce devine evident că sfârșitul bandei este aproape, Mary-Beth, împreună cu alți câțiva membri, pleacă. Ea devine apoi o scriitoare de povești de dragoste, împlinindu-și astfel visul. Opt ani după dezbinarea bandei, John se întâlnește din nou cu Mary-Beth, care îi dă o copie a celei mai noi cărți a ei, înainte de a pleca într-un tren spre Valentine. De asemenea, Mary-Beth a rămas o prietenă apropiată cu Tilly Jackson și cele două se vizitează ocazional. Mary-Beth este o fată destul de inocentă, dar mult mai inteligentă și perspicace decât dă impresia.

- Tilly Jackson - este menajera bandei, dar este pricepută și cu armele. Ea a devenit o nelegiuită de la vârsta de doar 12 ani și s-a alăturat bandei Fraților Foreman, care au furat-o de la mama ei. Totuși, după câțiva ani ea s-a decis în cele din urmă să fugă și astfel l-a omorât pe unul dintre membrii bandei, înainte de a da peste banda Van der Linde, care au primit-o printre ei. Dutch a ajutat-o să-și îndrepte viața, învățând-o să citească și protejând-o de pericole. Tilly este printre puținii membri care să rămână până la finalul bandei, înainte de a fugi împreună cu Abigail, Sadie și Jack, la sfatul lui Arthur, care se duce apoi să-l confrunte pe Micah Bell despre trădarea lui, ceea ce va rezulta în moartea lui Arthur și dezbinarea bandei. După aceasta, Tilly se căsătorește cu un avocat bogat cu numele de familie Pierre, pe care îl preia, și are cu el un copil. Opt ani după dezbinarea bandei, John se întâlnește din nou cu Tilly în Saint Denis, înainte ca aceasta să plece într-un tramvai, dar Tilly îi trimite mai târziu o scrisoare în care îi spune că a rămas prietenă bună cu Mary-Beth Gaskill, care o vizitează ocazional, și că Karen Jones a murit după ce a băut prea mult. Tilly este o tânără pricepută și de încredere, căreia nu îi este frică să spună ce gândește.

- Sean MacGuire - este un membru al bandei, priceput cu armele, și fiul unui renumit nelegiuit irlandez. El este printre primii membri ai bandei, întâlnindu-i pe Dutch și Hosea Matthews la scurt timp după moartea tatălui său, care a fost nevoit să imigreze în America cu Sean pentru a scăpa de britanici, dar aceștia i-au urmărit și l-au omorât pe tatăl lui Sean în somn. Sean este mai târziu omorât în timpul unei ambuscade a familiei Gray și este îngropat apoi de Bill Williamson, la rugămintea lui Arthur, care ținea mult la Sean. El are un caracter extrem de energic și îi place să aibă constant parte de acțiune. De asemenea, lui Sean îi place să enerveze adesea oamenii, de aceea prea mulți membri ai bandei, în afară de Arthur, nu prea îl plac.

- Karen Jones - este o membră a bandei și un con artist căruia îi place viața de nelegiuit. După moartea lui Sean MacGuire, ea este foarte afectată și devine o alcoolică, distanțându-se de restul bandei. Cu toate acestea, Karen este printre puținii membri care să rămână până la finalul bandei, deși nu este de văzut nicăieri când Arthur sosește în tabără să-l confrunte pe Micah Bell cu privire la trădarea lui, ceea ce va rezulta în moartea lui Arthur și dezbinarea bandei. Nu se știe ce s-a întâmplat cu Karen după dezbinarea bandei, deși o scrisoare de la Tilly Jackson către John opt ani mai târziu spune că aceasta ar fi murit după ce a băut prea mult. Karen este o mare fană a băutului și a vieții de nelegiuit, fiind mereu bucuroasă să ajute banda cu jafurile lor. De asemenea, ea este o femeie curajoasă, căreia nu îi este frică să spună ce gândește și are grijă de toată lumea, în special de celelalte fete.

- Josiah Trelawny - este un membru al bandei și un con artist expert, care păcălește cu ușurință oamenii cu trucurile sale. Chiar dacă nu-și amintește prea multe despre trecutul lui, el s-a născut în Cornwall, Anglia și a imigrat în cele din urmă în America, unde s-a alăturat bandei Van der Linde. Deși nu un luptător, el oferă bandei informații utile care să-i ajute cu viitoarele jafuri și îi distrează cu trucurile sale. După ce devine evident că sfârșitul bandei este aproape, Josiah, împreună cu alți câțiva membri, pleacă și este văzut ultima dată întorcându-se la familia sa în Saint Denis. Josiah este o persoană foarte greu de controlat, având obiceiul de a dispărea și reapărea constant, și nu prea este de încredere, deși s-a dovedit a fi loial bandei până la capăt.

- Molly O'Shea - este o membră a bandei și iubita lui Dutch. Ea s-a născut în Dublin și a imigrat în America în căutarea unei aventuri, ajungând să se alăture bandei Van der Linde, unde a început în cele din urmă o relație cu Dutch. Totuși, cu timpul Molly ajunge să fie nemulțumită cu viața de nelegiuit și că Dutch o ignoră, astfel că, după ce se îmbată, îi spune că ea este informatorul pentru Pinkertoni (deși este dezvăluit mai târziu că este de fapt Micah), ceea ce rezultă în moartea ei. Corpul ei este apoi ars de Simon Pearson și Bill Williamson și, deși majoritatea bandei consideră că Molly a primit ce merita, Karen Jones, Mary-Beth Gaskill și Tilly Jackson sunt destul de afectate de moarte ei. Molly este o fată bogată și pretențioasă, care își dorește mai mult decât îi poate oferi oricine din bandă, ceea ce o face destul de urâtă printre membrii bandei.

- Orville Swanson - este un membru al bandei și un fost preot. El și-a pierdut slujba după ce a păcătuit prea mult, precum și familia și credința, dar s-a alăturat bandei Van der Linde, după ce i-a salvat viața lui Dutch. După ce devine evident că sfârșitul bandei este aproape, Orville, împreună cu alți câțiva membri, pleacă și se mută în New York, unde devine ministrul Primei Biserici Congresionale din New York. În ciuda vechii sale slujbe, Orville păcătuiește adesea, chiar ajungând să abuzeze de morfină pentru a mai scăpa de suferința din trecut, și se află într-o stare care se înrăutățește în fiecare zi. De asemenea, cum nu contribuie cu prea multe pentru binele bandei, majoritatea membrilor îl displac, singurul motiv pentru care îl lasă să stea cu ei fiind că l-a salvat pe Dutch.

- Kieran Duffy - este un fost membru al bandei O'Drsicoll, care, după ce a fost capturat de banda Van der Linde, a ajuns să se alăture acestora în schimb. Orfan de la o vârstă fragedă, Kieran a lucrat în multe locuri, de la ferme, la armată și o bandă de nelegiuiți, dar niciunul nu a mers prea bine. În cele din urmă, el a dat peste banda O'Driscoll, căreia a fost nevoit să se alăture, altfel l-ar fi omorât. Totuși, în urma unui atac asupra taberei bandei O'Driscoll, Arthur îl capturează pe Kieran și îl aduce înapoi la banda Van der Linde pentru interogații. După ce Kieran le spune despre o tabără unde Colm O'Driscoll s-ar putea ascunde, el îi conduce pe câțiva membri ai bandei, inclusiv pe Arthur, acolo, pentru a o ataca, și, deși se dovedește a fi o ambuscadă, Kieran luptă de partea bandei Van der Linde și chiar îl salvează pe Arthur, astfel încât acesta îi permite să se alăture bandei. Kieran devine rapid un membru important al bandei, dar este mai târziu capturat de banda O'Driscoll, care îl torturează pentru a afla locația ascunzătorii bandei Van der Linde iar apoi îl omoară, folosindu-i corpul care îi ține capul decapitat drept o distragere înainte de atac. În urma luptei, Kieran este îngropat de Orville Swanson undeva în apropiere. Kieran este o persoană destul de fricoasă, evitând, de regulă, violența și conflictele de orice fel, și nu este prea priceput la a socializa cu oamenii, înțelegându-se în schimb foarte bine cu caii.

#### Antagoniști
- Leviticus Cornwall - este un om de afaceri și industriaș miliardar, care deține numeroase afaceri, în special în Saint Denis, pe care banda Van der Linde au pus ochii să le jefuiască. După ce aceștia jefuiesc unul dintre trenurile sale în munți, el angajează un grup de agenți federali de la Agenția Națională de Detectivi Pinkertoni să-i găsească și să-i captureze, ceea ce va cauza numeroase probleme pentru bandă. În cele din urmă, Dutch află când Cornwall urmează să sosească la docurile din Saint Denis și îi ia pe Micah și Arthur cu ei să se întâlnească cu Cornwall, spunându-i lui Arthur că este doar o întâlnire socială. Totuși, de îndată ce sosesc acolo, Dutch îl împușcă și îl omoară pe Cornwall, sperând că astfel îi va opri pe Pinkertoni, dar acest lucru nu face decât să-i înfurie pe aceștia și mai tare și pe Arthur să-și piardă încrederea în Dutch. Cornwall este o persoană foarte iritabilă și arogantă și un om de afaceri determinat să obțină orice își propune, indiferent de mijloacele la care trebuie să recurgă.

- Andrew Milton - este liderul unui grup de agenți federali de la Agenția Națională de Detectivi Pinkerton angajați de Leviticus Cornwall să găsească și captureze banda Van der Linde. El și agenții săi atacă banda de câteva ori, forțându-i să se mute constant și omorând câțiva membri de-ai lor. După ce Milton nu reușește să-l convingă pe Arthur să trădeze banda, el îl convinge în schimb pe Micah Bell să devină un informator pentru ei, ajutându-i să găsească și atace banda mult mai ușor. În cele din urmă, Milton și câțiva din oamenii lui o răpesc pe Abigail în urma jafului bandei asupra unui tren care transportă fonduri pentru armată, dar Arthur și Sadie Adler le atacă ascunzătoarea și îi omoară pe toți, salvând-o pe Abigail. Ei îl confruntă apoi pe Milton, care le dezvăluie trădarea lui Micah, înainte de a fi împușcat și omorât de Abigail, deși acest lucru tot nu îi oprește pe Pinkertoni din a ataca tabăra bandei pentru ultima dată, înainte ca aceasta să se dezbine. Milton este o persoană foarte serioasă și la fel de nemiloasă ca bandele pe care le vânează, care crede cu adevărat în progresul civilizației și vrea cu orice preț să pună capăt erei nelegiuiților.

- Colm O'Driscoll - este un nelegiuit renumit și liderul bandei O'Driscoll, rivalii principali ai bandei Van der Linde. El a fost cândva un prieten apropiat al lui Dutch, dar cei doi au devenit rivali de moarte după ce Dutch i-a omorât fratele lui Colm iar acesta i-a omorât iubita lui Dutch. Banda sa atacă banda Van der Linde de câteva ori, în special când aceștia poposesc în munți și în timpul muncii lor pentru familiile Gray și Braithwaithe. În cele din urmă, Colm este arestat de autoritățile din Saint Denis și este condamnat la moarte. Oamenii lui încearcă să-l salveze, dar Dutch, Arthur și Sadie Adler îi opresc și Colm este spânzurat. Colm este o persoană foarte rea și cinică, nepăsându-i de nimeni, nici măcar de membrii propriei bande.

- Catherine Braithwaite - este liderul și cea mai vârstnică membră a familiei Braithwaite, una dintre cele două familii din Lemoyne care se luptă pentru aur din timpul războiului civil. Banda Van der Linde începe să lucreze simultan pentru cele două familii pentru a le câștiga încrederea și reușește apoi să declanșeze un război între ele, plănuind să le fure aurul cât timp ele sunt distrase, dar familiile află în cele din urmă de planul lor și îi trădează, familia Braithwaite răpindu-l pe Jack Marston, fiul lui John și Abigail, pe care îl vând mai târziu lui Angelo Bronte, un lord al crimei italian. Drept răzbunare, banda le arde casa și îi omoară pe toți, cu excepția lui Catherine, pe care o interoghează pentru a afla unde este Jack. Totuși, după ce banda pleacă, Catherine intră înapoi în casă cât timp încă arde și este arsă de vie.

- Angelo Bronte - este un lord al crimei italian din Saint Denis. El îl cumpără pe Jack Marston, fiul lui John și Abigail, de la familia Braithwaithe, dar îl înapoiază bandei când este confruntat de Dutch, Arthur și John și ajunge să formeze o alianță cu banda, ajutând-o cu jaful unui cazinou aflat pe o barcă. Totuși, Bonte îi trădează curând și îi ademenește într-o capcană, astfel că, drept răzbunare, Dutch îl răpește pe Bronte și îl dă unui aligator să-l mănânce, spre șocul tutor celorlalți membri ai bandei. Bronte este un criminal carismatic dar arogant, care, datorită puterii și bogăției sale, se crede invincibil, numai pentru a i se arăta opusul mai târziu.

- Colonelul Alberto Fussar - este guvernatorul insulei Guarma și deținătorul unei plantații masive de zahăr. El și-a câștigat bogăția prin a înrobi populația locală, ceea ce duce la o revoluție, în care sunt implicați și Dutch, Arthur, Micah Bell, Javier Escuella și Bill Williamson. Aceștia îi ajută pe rebeli, conduși de Hercule Fontaine, să distrugă armata și operațiunile lui Fussar, înainte de a distruge fortăreața acestuia. Fussar este omorât când fortăreața lui este distrusă și populația locală este astfel eliberată de sub tirania lui, oferindu-le apoi lui Dutch, Arthur, Micah, Escuella și Williamson o navă cu care să se întoarcă în America în schimbul ajutorului lor. Fussar este un conducător nemilos și chiar tiranic, care abuzează de puterea și bogăția lui și are o reputație și aliați chiar și în Statele Unite, precum Leviticus Cornwall.

- Colonelul Henry Favours - este un colonel corupt al armatei americane și liderul soldaților din regiunea New Hanover. După războiul civil, el a fost staționat în Fort Wallace, New Hanove,r și însărcinat cu supravegherea rezervației de americani nativi de acolo, în special tribul Wapiti, condus de Rains Fall. Totuși, el a făcut mai târziu o înțelegere cu Leviticus Cornwall să-i alunge pe toți americanii nativi din regiune pentru a face loc pentru industrializarea acesteia, ceea ce cauzează numeroase probleme pentru tribul Wapiti. După ce Favours îl capturează pe Rains Fall în urma unei încercări nereușite de negocieri pașnice, Arthur și Charles Smith îl salvează, dar Dutch îl manipulează pe fiul lui Rains Fall, Eagle Flies, să înceapă un război cu armata americană, cu scopul de a distrage atenția acesteia de la banda Van der Linde. Ei îi ajută apoi pe americanii nativi să atace armata și Arthur reușește să-l omoare pe Favours în timpul luptei, dar, în ciuda victoriei, tribul Wapiti a suferit prea multe pierderi, printre care și Eagle Flies, astfel că este nevoit să fugă în Canada. Drept urmare, deși a fost omorât, Favours și-a îndeplinit în cele din urmă scopul și a alungat toți americanii nativi din regiune. Favours este un conducător mândru și lipsit de moralitate, care, deși încearcă să scape de americanii nativi la ordinele lui Leviticus Cornwall, îi face plăcere să-i tortureze și omoare pe aceștia.

#### Personaje secundare

##### Antagoniști
- Edgar Ross - este un agent federal de la Agenția Naționalăde Detectivi Pinkerton și partenerul lui Andrew Milton. Ca și acesta, el este angajat de Leviticus Cornwall să găsească și captureze banda Van der Linde. După moartea lui Milton, Ross devine noul lider al grupului de Pinkertoni și îi conduce într-un atac final asupra taberei bandei. Opt ani după desființarea bandei Van der Linde, Ross devine un agent senior al Biroului de Investigații și, împreună cu partenerul său, Archer Fordham, este trimis să scape de toți nelegiuiții pentru a civiliza regiunea în vederea apropierii sfârșitului frontierei americane. După ce investighează corpul lui Micah Bell în munți, Ross și Fordham îl găsesc în cele din urmă pe ucigașul acestuia, John, și sunt văzuți ultima dată în joc observând de la distanță ferma acestuia, inițiind astfel evenimentele din Red Dead Redemption. Ross se întoarce mai târziu în Red Dead Redemption, unde este antagonistul principal.

- Tavish Gray - este liderul familiei Gray, una dintre cele două familii din Lemoyne care se luptă pentru aur de pe vremea războiului civil. Banda Van der Linde începe să lucreze simultan pentru cele două familii pentru a le câștiga încrederea și reușește apoi să declanșeze un război între ele, plănuind să le fure aurul cât timp ele sunt distrase, dar familiile află în cele din urmă de planul lor și îi trădează, familia Gray ademenindu-i într-o ambuscadă care îl omoară pe un membru al bandei, Sean MacGuire. Drept răzbunare, banda atacă familia și reușește să o învingă. Tavish este văzut doar într-o misiune, unde angajează banda să fure caii familiei Braithwaite, dar, în urma ambuscadei, corpul lui poate fi găsit în fața casei familiei Gray, sugerând că s-ar fi sinucis.

- Leigh Gray - este șeriful din orașul Rhodes și un membru al familiei Gray, fiind fratele lui Tavish Gray, liderul familiei. El îi numește pe Arthur și Dutch deputați, dar familia Gray află mai târziu de planul bandei Van der Linde de a-i trăda și astfel Leigh îi ademenește într-o ambuscadă a familiei, care îl omoară pe un membru al bandei, Sean MacGuire, și îl capturează pe altul, Bill Williamson. După luptă, Arthur și Micah Bell sosesc la biroul lui Leigh pentru a-l elibera pe Williamson iar Leigh este împușcat și omorât fie de Arhtur, fie de Micah . În ciuda meseriei sale, Leigh este nepotrivit să fie șerif, fiind un legionar corupt, destul de stupid și mai mereu beat. De asemenea, îi place să se laude adesea cu familia sa.

- Levi Simon - este mâna dreapta a Colonelului Alberto Fussar, guvernatorul insulei Guarma. El devine implicat în războiul acestuia cu populația locală înrobită, care îi are drept aliați pe Dutch, Arthur, Micah Bell, Javier Escuella și Bill Williamson, membri ai bandei Van der Linde, și se confruntă de câteva ori cu aceștia. Levi este omorât în cele din urmă de Arthur în timpul atacului rebelilor asupra fortăreței lui Fussar, care îl omoară și pe acesta și marchează sfârșitul tiraniei sale.
- Liderul bandei Laramie - este liderul anonim al bandei Laramie, rivalii principali ai lui David Geddes. În timpul muncii sale pentru David, John se luptă adesea cu banda Laramie și îi protejează ferma de atacurile constante ale acestora, reușind în cele din urmă să-l omoare pe liderul lor, ceea ce pune capăt conflictului bandei cu David. Liderul bandei Laramie este foarte nemilos și nu îi pasă de ceilalți, fiind dispus să sacrifice oricâte vieți are nevoie pentru a obține ce vrea.

- Cleet - este un asociat de-al lui Micah Bell și ajută banda Van der Linde cu jaful lor asupra trenului care transportă fondurile pentru armata americană. După aceasta, Cleet rămâne cu banda și, când Arthur se întoarce la tabără și îl acuză pe Micah de trădare, Cleet ia partea lui Micah, numai pentru a fi cu toții atacați de Pinkertoni. Opt ani după desființarea bandei, Cleet se alătură noii bande conduse de Micah, până când este confruntat de John, Sadie Adler și Charles Smith, care îl interoghează pentru a afla unde se ascunde Micah. După ce termină cu interogația, Cleet fie este spânzurat de John, fie este împușcat de Sadie, care apoi îl găsesc și îl omoară și pe Micah, marcând sfârșitul bandei.

- Joe - este un asociat de-al lui Micah Bell și partenerul lui Cleet. Ca și acesta, el ajută banda Van der Linde cu jaful lor asupra trenului care transportă fondurile pentru armata americană, iar apoi rămâne cu ea. Când Arthur se întoarce la tabără și îl acuză pe Micah de trădare, Joe ia partea lui Micah, numai pentru a fi cu toții atacați de Pinkertoni. Opt ani după desființarea bandei, Joe se alătură noii bande conduse de Micah, dar ascunzătoarea lor din munți este atacată și cu toții sunt omorâți de John, Sadie Adler și Charles Smith.

##### Alte personaje secundare
- Archibald MacGregor - este un locuitor din orașul Rhodes și unul dintre deputații șerifului Leigh Gray. El este prezent când banda Van der Linde lucrează pentru acesta, în special Arthur și Dutch, care sunt, de asemenea, numiți deputați. Totuși, Leigh trădează curând banda și o ademenește într-o ambuscadă a familiei Gray, care îl omoară pe un membru al bandei, Sean MacGuire, și îl capturează pe altul, Bill Williamson. Archibal este prezent când Arthur și Micah Bell îl confruntă pe Leigh după luptă pentru a-l elibera pe Williamson și este omorât odată cu acesta, fie de Arthur, fie de Micah.
- Harmon Thomas - este un locuitor din orașul Rhodes și unul dintre deputații șerifului Leigh Gray, alături de Archibald MacGregor. El este prezent când banda Van der Linde lucrează pentru acesta, în special Arthur și Dutch, care sunt, de asemenea, numiți deputați. După moartea lui Leigh și Archibald, Harmon devine noul șerif și își câștigă o reputație ca cel care a scăpat orașul de influența familiilor Gray și Braithwaite. Opt ani după dezbinarea bandei Van der Linde, John și Sadie Adler lucrează puțin pentru Harmon, aducându-i câțiva nelegiuiți pe care îi prind în schimbul recompenselor de pe capul lor.
- Beau Gray - este un membru al familiei Gray și nepotul lui Tavish Gray, liderul familiei. El își dorește să scape de familia sa și să fugă împreună cu iubita sa, Penelope Braithwaite, care este membră a familiei rivale Braithwaite. În timpul muncii bandei Van der Linde pentru cele două familii, Arthur îi ajută pe Beau și Penelope să scape de familiile lor și să fugă departe, în Boston.
- Penelope Braithwaite - este o membră a familiei Braithwaite și nepoata lui Catherine Braithwaite, liderul familiei. Ea își dorește să scape de familia sa și să fugă împreună cu iubitul său, Beau Gray, care este membru a familiei rivale Gray. În timpul muncii bandei Van der Linde pentru cele două familii, Arthur îi ajută pe Penelope și Beau să scape de familiile lor și să fugă departe, în Boston.
- Mary Linton - este fosta iubită a lui Arthur din tinerețe. Cei doi s-au despărțit din cauza legăturilor lui Arthur cu banda Van der Linde și nemulțumirea familiei lui Mary cu privire la relația lor și nu și-au mai vorbit pentru mulți ani. În acest timp viața lui Mary s-a înrăutățit după ce soțul ei, al cărui nume de familie l-a preluat, a murit de pneumonie, fratele ei, Jamie Gillis, s-a alăturat unui cult religios iar tatăl ei a devenit un alcoolic abuziv și risipitor. După mulți ani, Mary îi trimite în sfârșit lui Arthur niște scrisori, cerându-i ajutorul cu problemele familiei ei. Dacă Arthur acceptă să o ajute, el se reîntâlnește cu Mary și o ajută să-l convingă pe Jamie să părăsească cultul și să-l confrunte pe tatăl ei, chiar dacă acest lucru nu are niciun efect. Cât timp se află împreună, Arthur și Mary povestesc ce au mai făcut în viață în anii în care nu s-au văzut și în cele din urmă își iau rămas bun definitiv, dar Mary îi trimite mai târziu o ultimă scrisoare lui Arthur cu câteva cuvinte încurajatoare și vechiul ei inel de logodnă pe care acesta i l-a dat și pe care Arthur îl dă mai târziu lui John, ce îl folosește pentru a o cere pe Abigail în căsătorie opt ani mai târziu. Mary este văzută ultima dată în timpul genericului de final, aducând flori la mormântul lui Arthur. Mary este o femeie binevoitoare, care încearcă să vadă binele în orice persoană, chiar și în familia ei disfuncțională. Ea a ținut și încă mai ține mult la Arthur, în ciuda defectelor sale, dar își dă seama că, din cauza diferențelor dintre ei, nu vor putea fi niciodată împreună.
- Jamie Gillis - este fratele mai mic al lui Mary Linton. Pentru a scăpa de tatăl lor abuziv, el s-a alăturat unui cult religios, dar Arthur, cu care s-a înțeles mereu bine, și Mary îl conving să se întoarcă acasă. Jamie nu mai este văzut în joc după aceasta, dar o scrisoare de-a lui Mary către Arthur spune că Jamie încă se mai ceartă cu tatăl lor și a decis să meargă la colegiu.
- Domnul Gillis - este tatăl lui Mary Linton și Jamie Gillis. El nu a fost niciodată de acord cu relația lui Mary cu Arthur, care este motivul principal pentru care cei doi s-au despărțit, și, în anii în care Mary și Arthur nu s-au mai văzut, el a devenit dependent de alcool, prostituție și jocuri de noroc. El a devenit, de asemenea, foarte abuziv față de copiii săi și a început să vândă bunurile familiei pentru a-și plăti datoriile. Arthur și Mary îl confruntă, dar fără niciun efect și, după ce este din nou abuziv cu Mary, aceasta spune că nu îi mai pasă ce se întâmplă cu tatăl ei. Domnul Gillis nu mai apare în joc după aceasta, dar corpul în descompunere lui poate fi găsit în deșert de către John, opt ani după dezbinarea bandei Van der Linde. Domnul Gillis este o persoană foarte egocentrică, iritabilă și nepăsătoare, care este foarte abuziv și răutăcios cu familia sa și cu Arthur, de care nu i-a plăcut niciodată.
- Fratele Dorkins - este un călugăr care își promovează cauza pe străzile din Saint Denis. El îl roagă pe Arthur să salveze niște copii înrobiți de proprietarul unui magazin și să-i aducă lui, drept răsplată oferindu-i parte din banii din coșul lui de donații, deși Arthur poate să refuze plata și să-l ajute pe gratis. Dorkins îi face mai târziu cunoștință cu Sora Calderon, care îi cere, de asemena, ajutorul lui Arthur cu câteva favoruri. Dorkins nu mai apare în joc după aceasta.
- Sora Superior Calderon - este o călugăriță din Saint Denis și prietenă apropiată a Fratelui Dorkins. Ea îl întâlnește pe Arthur prin intermediul acestuia și îi cere ajutorul în a-i recupera crucifixul furat de un băiat, iar mai târziu să doneze bani și mâncare băncii de alimente pe care o construiește. Dacă nivelul de onoare al lui Arthur este suficient de mare, acesta o întâlnește mai târziu la o stație de tren în locul lui Orville Swanson, luându-și rămas bun înainte ca Calderon să plec în Mexic. Sora Calderon se întoarce mai târziu în Red Dead Redemption.
- Hercule Fontaine - este liderul rebelilor de pe insula Guarma care luptă împotriva tiraniei Colonelului Alberto Fussar. Hercule și oamenii săi sunt ajutați de Dutch, Arthur, Micah Bell, Javier Escuella și Bill Williamson cu revoluția lor, reușind în cele din urmă să-l omoare pe Fussar și oamenii lui și eliberând astfel populația locală înrobită. În schimbul ajutorului lor, Hercule le oferă membrilor bandei Van der Line o navă cu care să se întoarcă în America și este văzut ultima dată sărbătorind victoria alături de ceilalți rebeli, urmând să plece și ei de pe insulă următoarea zi.
- Rains Fall - este liderul tribului de americani nativi Wapiti din regiunea New Hanover. El este văzut prima dată la o petrecere din Saint Denis, unde se întâlnește și se împrietenește rapid cu Arthur, căruia îi spune de problemele de care suferă oamenii săi, din cauza lui Leviticus Cornwall, care vrea să alunge toți americanii nativi pentru a industrializa zona. Mai târziu, când banda Van der Linde se mută temporar în New Hanover, Arthur se oferă să-l ajute pe Rains Fall, care a stabilit o întâlnire pașnică cu Colonelul Henry Favours, dar se dovedește a fi o capcană și Rains Fall este capturat de armata americană, deși banda reușește să-l salveze. Totuși, Dutch îl manipulează apoi pe fiul lui, Eagle Flies, să înceapă un război cu armata americană, pe care plănuiește să-l folosească pentru a distrage atenția armatei de la bandă, dar ei ajung să fie și ei implicați în război, care, deși reușesc să-l omoare pe Favours, se dovedește a fi foarte costisitor pentru trib, inclusiv Eagle Flies, astfel încât aceștia trebuie să se retragă în Canada. Opt ani după desființarea bandei Van der Linde, John se întâlnește din nou cu Rains Fall, care s-a întors în America pentru a-și jeli fiul ultima dată, înainte de a se îmbarca într-un tren și a se întoarce în Canada. Spre deosebire de fiul său, Rains Fall este un pacifist și încearcă să evite războaiele de orice fel, chiar și cu cei care îi amenință tribul, dar înțelege dorința lui Eagle Flies de a se lupta cu aceștia și regretă că nu s-a opus asupritorilor mai devreme.
- Eagle Flies - este fiul lui Rains Fall. El este manipulat de Dutch în a începe un război cu armata americană care îi asupresc tribul, dar ajunge să fie omorât în luptă și tribul suferă mai multe pierderi decât victorii, astfel că este nevoit să se retragă în Canada. După luptă, Eagle Flies este înmormântat de oamenii lui în apropiere de Donner Falls și tatăl său este încă afectat de moartea lui și opt ani mai târziu. Eagle Flies are un caracter mândru și ține mult la tribul său, fiind convins că singura metodă de a opri asupritorii lor este prin război. El ține mult la onoare și este loial oricui îl ajută.
- Căpitanul Lyndon Monroe - este un ofițer medical din armata americană. Deși lucrează pentru Colonelul Henry Favours, el este un militar onest și chiar îi pasă de americanii nativi, încercând să-i ajute în ce măsură poate, în special tribul Wapiti. În cele din urmă, Favours ordonă ca Monroe să fie arestat și judecat pentru trădare, deoarece este prea prietenos cu americanii nativi, dar Arthur și Charles Smith îl salvează și, după ce scapă de soldații care îi urmăresc, îl lasă la o stație de tren și îi dau câțiva bani. După ce își ia rămas bun și pleacă, Monroe nu mai este văzut niciodată în joc.
- Paytah - este un membru al tribului Wapiti și companionul de încredere al lui Eagle Flies. El participă alături de acesta și de banda Van der Linde în războiul împotriva armatei americane și este văzut ultima dată ducând corpul lui Eagle Flies tatălui său, după ce acesta a fost omorât în luptă.
- David Geddes - este un fermier din West Elizabeth. John lucrează pentru el opt ani după dezbinarea bandei Van der Linde, inițial ca un simplu băiat pentru livrări, dar mai târziu îi apără ferma de atacurile constante ale bandei Laramie, fermieri rivali, în cele din urmă omorându-l pe liderul acestora și punând astfel conflictului lor cu David. După ce Abigail și Jack îl abandonează pe John, acesta încetează să mai lucreze pentru David și începe să-și construiască propria fermă, pentru a dovedi că s-a schimbat și a o convinge pe Abigail să se întoarcă, dar nu înainte de a-și lua un rămas bun prietenos de la David, care nu mai este văzut în joc după aceasta. David este o persoană bună și generoasă, dându-i bucuros de John de lucru pentru a-l ajuta să strângă bani pentru familia sa și mai târziu chiar oferindu-le acestora niște mobilă veche de-a lui, ca un cadou de casă nouă.
- Doamna Geddes - este soția lui David Geddes. Ea îl întâlnește pe John în timpul muncii acestuia pentru David și îi cere să o ajute cu găinile care urmează să nască, iar mai târziu este văzută vorbind cu soțul ei, îngrijorată după un atac al bandei Laramie. Doamna Geddes nu mai este văzută în joc după ce John încetează să mai lucreze la fermă și decide să-și construiască una proprie, pentru a o impresiona pe Abigail.
- Angus Geddes - este fiul mai bătrân al lui David Geddes și Doamnei Geddes. El lucrează adesea în jurul fermei părinților săi și îl întâlnește pe John după ce acesta îl ajută să calmeze un taur. Angus nu mai este văzut în joc după ce John încetează să mai lucreze la fermă și decide să-și construiască una proprie, pentru a o impresiona pe Abigail.
- Duncan Geddes - este fiul mai tânăr al lui David Geddes și Doamnei Geddes. Ca și fratele său mai mare, Angus, el lucrează adesea în jurul fermei părinților săi și îl întâlnește pe John după ce acesta îl ajută să călărească un cal mult prea mare pentru el. Duncan nu mai este văzut în joc după ce John încetează să mai lucreze la fermă și decide să-și construiască una proprie, pentru a o impresiona pe Abigail.
- Tom Dickens - este fermierul șef de la ferma familiei Geddes, responsabil cu supravegherea celorlalți fermieri. După ce îl întâlnește pe John, el îi dă puțin de lucru înainte de a-i face cunoștință cu șeful său, David Geddes, care îl angajează pe John să-l ajute cu diferite treburi în jurul fermei. Tom mai lucrează alături de John de încă câteva ori, în timpul muncii acestuia pentru David, și chiar îl ajută să se lupte cu banda Laramie, care atacă ferma ocazional. După ce John încetează să mai lucreze la fermă și decide să-și construiască una proprie, pentru a o impresiona pe Abigail, Tom nu mai este văzut în joc, dar cel mai probabil a continuat să lucreze la ferma familiei Geddes. Tom este un fermier experimentat și, deși este suspicios cu privire la trecutul lui John la început, în cele din urmă ajunge să-l respecte foarte mult.
- Abe - este un fermier care lucrează la ferma familiei Geddes. El îl ajută pe John cu diferite treburi în jurul fermei în timpul muncii acestuia pentru David Geddes. După ce John încetează să mai lucreze la fermă și decide să-și construiască una proprie, pentru a o impresiona pe Abigail, Abe nu mai este văzut în joc, dar cel mai probabil a continuat să lucreze la ferma familiei Geddes.

## Dezvoltare
Red Dead Redemption 2 a fost dezvoltat de Rockstar Studios, un efort de echipă al tuturor studiourilor de la Rockstar Games combinate într-o singură echipă, folosind motorul grafic Rockstar Advanced Gaming Enginge (RAGE). Woody Jackson, compozitorul coloanei sonore din Red Dead Redemption, s-a întors să compună coloana sonoră și pentru Red Dead Redemption 2. Jocul a fost anunțat oficial în octombrie 2016. Cu două zile înainte, compania a folosit diferite platforme de social media, precum și site-ul lor oficial, pentru a arăta două imagini teaser cu aceleași culori și temă ca și Red Dead Redemption. Acestea au dus la atenție considerabilă din partea fanilor și a crescut prețurile acțiunilor companiei soră, Take-Two Interactive, cu aproape 6%. În ziua în care jocul a fost anunțat pentru PlayStation 4 și Xbox One, câțiva fani au început petiții ca jocul să fie lansat și pentru Microsoft Windows. Printr-o înțelegere exclusivă cu Sony Interactive Enterainment, anumit conținut pentru modul online al jocului va fi exclusiv pentru o perioadă limitată de timp pe PlayStation 4. Jocul ar fi trebuit să fie lansat inițial în a doua jumătate a anului 2017, dar a fost amânat de două ori: odată pentru primăvară în 2018, și a doua dată pentru 26 octombrie 2018, când a fost, în cele din urmă, și lansat.
Modul multiplayer al jocului, intitulat Red Dead Online, a fost lansat în beta pe 27 noiembrie 2018 pentru anumiți jucători și deschis tuturor pe 30 noiembrie. În timpul unei sesiuni Q&A a IGN cu diferiți dezvoltatori de la Rockstar, când a fost întrebat de ce modul online nu a fost lansat odată cu jocul de bază, directorul de proiecție Imran Sarwar a răspuns "Red Dead Redemption 2 este un joc bazat în mare parte pe povestea lui masivă în care sperăm că oamenii se vor pierde pentru mult timp și vrem ca oamenii să experimenteze tot ce are de oferit lumea jocului înainte să o îmbunătățim cu experiența Online". Acesta a adăugat că "noi [la Rockstar] le vedem ca produse separate care vor crește și se vor dezvolta independent unul de altul", precum și că echipa a învățat după ce a lansat jocuri online că este normal să există câteva probleme și că vor să ruleze jocul cât mai natural posibil. A fost, de asemenea, menționat că jocul împrumută multe idei favorite din Grand Theft Auto Online în timp ce extinde și mai mult ideile jocului original.
În octombrie 2019, Rockstar Games au anunțat că o versiune de Microsoft Windows a jocului va fi lansată pe 5 noiembrie 2019, ce are efecte vizuale și tehnice îmbunătățite comparativ cu versiunea pentru consolă, precum și noi recompense, arme și ascunzători.

### Comercializare
Trailerul de debut al jocului a fost lansat pe 20 octombrie 2016 și a prezentat pe scurt lumea jocului, în timp ce al doilea și al treilea trailer - lansate pe 28 septembrie 2017, respectiv 2 mai 2018 - au introdus povestea și personajele. Un al patrulea trailer lansat pe 9 august a inclus primele imagini cu gameplay. A demonstrat mecanicile de tragere și călărit, și abilitatea jucătorul de a avea grijă de bandă și de tabără. Pentru a stimula vânzările înainte de lansare, Rockstar a colaborat cu câteva magazine de retail-uri pentru a oferi versiuni speciale ale jocului. "Ediția Specială" include conținut exclusiv pentru singleplayer, în timp ce "Ediția Ultimate" a adăugat conținut nou pentru multiplayer. "Cutia Colecționarului" este o colecție specială care, pe lângă joc, include alte produse care au legătură cu acesta.

## Recepție
Red Dead Redemption 2 a avut parte de "apreciere universală" de la critici, conform site-ului agregator de recenzii Metacritic. Acesta este jocul pentru PlayStation 4 și Xbox One cu cel mai mare scor, alături de alt joc de la Rockstar, Grand Theft Auto V.
Game Informer a acordat jocului un scor perfect, scriind: "Rockstar Games s-au depășit din nou pe ei înșiși cu Red Dead Redemption II. Zugrăvirea bandei Van der Linde este o poveste impresionantă, care se îmbină perfect cu jocul original, și detaliile open-world-ului sunt un triumf tehnic pe care fiecare jucător ar trebui să-l experimenteze". IGN a acordat, de asemenea, jocului scoruri perfecte, comentând că" Red Dead Redemption 2 este, alături de Grand Theft Auto V, unul dintre cele mai bune jocuri ale epocii moderne. Este o prezentare superbă a unei perioade urâte, care reușește să fie răbdătoare, bine realizată și foarte distractivă de jucat și este combinată cu cea mai bună poveste de la Rockstar de până acum. Chiar și după ce am terminat povestea lungă, abia aștept să mă întorc și să joc mai mult".  Într-o altă revizuire completă, Electronic Gaming Monthly a scris: "Criticile vin adesea mai ușor decât complimentele, dar în cazul lui Red Dead Redemption 2, nu am nimic. Este cel mai superb, lipsit de greșeli, și complex joc făcut vreodată și, dacă ratați șansa să-l experimentați, fie nu sunteți un jucător adevărat, fie vă aflați în comă. "
USGamer a spus "Este Red Dead Redemption 2 mai bun decât primul joc? În mod clar. Este Red Dead Redemption 2 perfect? Nu. Rockstar Games a creat această lume imensă, frumoasă, cu o atenție deosebită la detalii care este pur și simplu uluitoare... " și a rezumat totul prin a spune că "Red Dead Redemption 2 este un joc fantastic care ar trebui să-i mențină pe jucători interesați încă opt ani de acum". Alessandro Fillari de la GameSpot a lăudat povestea, personajele și animația și a spus că" Red Dead Redemption 2 este un prequel excelent, dar este și o poveste emoționantă, plină de gânduri interioare provocatoare și este o lume greu de părăsit odată ce s-a terminat". Peter Suderman, de la The New York Times, a considerat că Red Dead Redemption 2 este un exemplu de jocuri video ca o operă de artă, comparând abilitățile jocului de a "relata povești individuale pe fundalul identității naționale și culturale, deconstruind genurile lor în timp ce avansează în formă" cu cele ale stării actuale de filme și televiziune, precum The Godfather și The Sopranos.
Unele critici s-au concentrat asupra sistemului de control al jocului, cu Poligon sintetizând că se simte ca "unul de dificultate sau de realizare, ci unul monoton și de frustrare constanta". Kotaku a găsit gameplay-ul "mai mult ca și directțonarea unui actor", din cauza comenzilor întârziate și rareori satisfăcătoare, ceea ce face navigarea "greoaie, grea și inelegantă" și interacțiunea cu lumea jocului "frustrantă și inconsecventă". Pe scurt, ei au găsit jocul ca suferind de "kinestetici slabe, o schemă a controalelor încâlcită și a interfața utilizatorului nesigură". Forbes a repetat aceste critici, spunând că jocul suferă de lag când vine vorba de comenzi și, într-un alt articol, că "adesea se simte ca un slog absolut când vine vorba de controale, mecanica și interfața reală a jocului". Push Square a numit comenzile "acceptabile", dar în cel mai rău caz "frustrante", și a spus că poziționarea butoanelor pentru anumite comenzi este prea complicată. USGamer a fost dezamăgit de faptul că Red Dead Redemption 2 a folosit în mod fundamental aceeași schemă de control prezentă în toate titlurile Rockstar de la Grand Theft Auto IV în 2008 încoace și s-a întrebat de ce nu și-au făcut timp să o îmbunătățească.
Referenții au criticat, de asemenea, modul în care s-a pus atât de mult accent pe autenticitate încât confortul și libertatea jucătorului au fost limitate. Jurnalistul pentru gaming Jim Sterling a simțit că nivelul prea mare de realism din joc a limitat capabilitățile acestuia și a dus la prelungirea a numeroase scenarii sau animații. Pe lângă aceste critici, recenzorii au constatat, de asemenea, că, în ciuda concentrării sale, nivelul de realism lipsea adesea, observându-se discrepanțele constatate între simțul jocului și prezentarea mecanicilor acestuia, care sfidează legile fizicii, și a animațiilor care par nerealiste; Polygon a simțit că "ușurarea funcționalității este mult mai "imersivă" decât o serie de butoane și animații care imită lucrurile reale" și a crezut că "Urmărirea realismului în jocurile video ... nu lucrează în practică. Capacitatea nesfârșită de a interacționa cu obiecte la fel de nesfârșite se termină prin crearea de interacțiuni nesfârșite, dar lipsite de sens ". VentureBeat a scris că, în ciuda prezentării unei game largi de opțiuni pentru jucător, jocul era încă restrictiv prin prevenirea altor oportunități. Atât USgamer, cât și Forbes au simțit că sistemul de "wanted" a fost pedepsirea incorectă a jucătorului de a comite care sunt greu de evitat, cum ar fi atacarea accidentală a NPC-urilor. Wired au avut, de asemenea, sentimente mixte legate de elementele gameplay-ului, în special îngrijirea personajului-jucător și dedicarea necesară, scriind că "În perfecțiunea sa, RDR2 dă la schimb imersia pentru observare. Uneori, îngrijirea constantă a personajului caracterului se simte ca o corvoadă ..." și că "uneori se încâlcește în elementele de RPG care continuă să se extindă în lumea jocurilor".
În Japonia, Famitsu a dat jocului un scor aproape perfect, cu doi de 10 și un 9.

### Vânzări
Cum predecesorul jocului a fost unul dintre cele mai bine vândute jocuri video din a șaptea generație de console, mulți analiști se așteptau ca și Red Dead Redemption 2 să fie unul dintre cele mai vândute jocuri din 2018 și că va avea un efect semnificativ asupra celorlalte jocuri din ultimul sfert al anului. Când a discutat despre amânarea lansării până în octombrie 2018, un scriitor de la Forbes a spus "O lansare masivă pentru [Red Dead Redemption 2] ar putea fi un crater care să afecteze vânzările tuturor competitorilor, deci trebuie să îmi imaginez că acest cutremur este destul de simțit acum pretutindeni în această industrie". În iulie 2018, The NPD Group, o companie de cercetare a pieței, a publicat un articol intitulat "Predicțiile pentru Sărbătorile din 2018 în cadrul Industriei Jocurilor Video", în care autorul și analistul industriei Mat Piscatella a prezis că Red Dead Redemption 2 va fi cel mai vândut joc din 2018, întrecând alte jocuri cu lansări mari precum Call of Duty: Black Ops 4, Battlefield V și Fallout 76.
Red Dead Redemption 2 este cel mai bine vândut joc retail în prima săptămână de la lansare și al doilea cel mai rapid vândut joc în Regatul Unit, după FIFA 19. Vânzările în săptămâna de deschidere a jocului în Regatul Unit au fost dublate de cele ale predecesorului său, 68% din vânzări fiind versiunea de PS4 și restul cea de Xbox One. Red Dead Redemption 2 este, de asemenea, al treilea cel mai rapid vândut joc care nu este FIFA al generației curente, după Call of Duty: Black Ops 3 și Call of Duty: Advanced Warfare.
În prima săptămână de vânzări în Japonia, versiunea de PlayStation 4 a jocului a vândut 132,984 de copii, ceea ce l-a pus pe locul întâi în toate formatele graficelor cu vânzări de jocuri video.
Rockstar Games au anunțat că Red Dead Redemption 2 a avut cel mai mare weekend de lansare în istoria divertismentului, făcând 725 de milioane de dolari în trei zile, și peste 17 milioane de copii expediate în două săptămâni, ceea ce este mai mult decât toate vânzările generate de Red Dead Redemption. În plus, Red Dead Redemption 2 are a doua ce mai mare lansare în istoria divertismentului (după Grand Theft Auto V) și a spart recorduri pentru cele mai multe comenzi înainte vreodată, cele mai multe vânzări în prima zi și cele mai multe vânzări în primele trei zile pe PlayStation Network. Începând cu mai 2019, jocul a expediat deja peste 24 de milioane de copii.

### Controverse
Într-un interviu cu Harold Goldberg de la revista New York pe 14 octombrie 2018, Dan Houser, co-fondatorul Rockstar Games și vice-președintele creativității, precum și scriitorul șef al lui Red Dead Redemption 2, a spus că au lucrat până la 100 de ore pe săptămână la joc de "câteva ori în 2018". Multe surse au interpretat aceste vorbe ca o "exagerare" pentru întreaga echipă de dezvoltare a jocului, asemănător cu acuzațiile făcute de angajații de la Rockstar San Diego legate de dezvoltarea lui Red Dead Redemption, Rockstar Games primind numeroase critici. Într-o declarație trimisă de Rockstar câtorva outlet-uri media, a fost clarificat faptul că durata muncii precizată de Houser a afectat numai echipa de scriere senioră a lui Red Dead Redemption 2, ceea ce l-a compromis pe el, Michael Unsworth, Rupert Humphries și Lazlow Jones, și că această durată a fost numai în cazul a trei săptămâni din întreaga perioadă de dezvoltare. Houser a adăugat că compania nu s-ar fi așteptat sau nu ar fi forțat niciun angajat să lucreze atât de mult, și că, dacă cineva a stat mai multă să lucreze, a fost datorită pasiunii pentru acest proiect. Totuși, unul dintre angajații de la Rockstar s-a plâns că afirmațiile lui Houser nu au creat imaginea corectă a "culturii exagerate" de la companie sub care mulți angajați sunt nevoiți să lucreze, incluzând timpul suplimentar "obligatoriu" și perioade lungă de stres. Din cauza naturii bazate pe salariu a contractelor de muncă ale angajaților, mulți din aceștia nu au fost recompensați pentru timpul suplimentar de lucru și în schimb au avut parte de un bonus la finalul anului care s-a bazat pe cât de bine a făcut jocul la vânzări. Cu toate acestea, mulți angajați au avut același sentiment de observația condițiilor de lucru care s-a îmbunătățit puțin de la dezvoltarea lui Red Dead Redemption, care le-a luat atât de mult timp încât soțiile multor angajați s-au plâns de Rockstar.
La începutul lui noiembrie 2018, YouTuberul Shirrako a postat câteva videoclipuri cu jocul în care omoară un NPC sufragetă, precum dând-o unui aligator s-o mănânce sau aruncând-o într-un tunel de mină. Videoclipurile au fost atât apreciate, cât și criticate de utilizatorii YouTube. Drept urmare, YouTube a suspendat canalul pentru violarea regulilor comunității lor, criticându-i natura grafică cu scopul de șoc și promovarea violenței. Audiența, inclusiv alte canale, au protestat împotriva acestei decizii. În plus, canalul avea postate  alte videoclipuri controversate cu jocul, precum atacarea unui grup de NPC-uri asemănător cu Ku Klux Klan. Pe 8 noiembrie 2018, YouTube a restaurat canalul și a pus o restricție de vârstă videoclipurilor cu sufrageta, comentând că "Uneori facem greșeli, de aceea avem mai multe căi de escaladare pentru examinatori, pentru a ridica deciziile dure, și le oferim creatorilor dreptul la apel. Recenzorul va fi educat cu privire la acest rezultat și cum să evite repetarea acestei greșeli".
Rockstar a primit un document de "încetat și renunțat" de la Securitas AB, compania părinte a Agenției Naționale de Detectivi Pinkerton modernă. Securitas a criticat modul în care Red Dead Redemption 2 s-a folosit de numele și imaginea Pinkertonilor ca antagoniști și a cerut drepturi de autor pentru fiecare copie vândută a jocului, altfel ar fi luat măsuri legale. Rockstar a făcut în schimb o plângere împotriva Securitas în ianuarie 2019, spunând că numele Pinkerton a fost foarte asociat cu imaginea Vestului Sălbatic și că folosirea acestuia nu încalcă cu nimic marca Pinkerton. Rockstar dorea o judecată sumară pentru a declara că folosirea Pinkertonilor în joc a fost permisă ca utilizare cinstită. Până în aprilie 2019, Take-Two, Rockstar și Securitas s-au înțeles în secret și Securitas și-a retras procesul.

### Premii
Jocul a câștigat premiile "Cea mai bună Muzică",  "Cel mai bun Moment sau Secvență" pentru "Ultimul Drum al lui Arthur către Tabără / Ultima Luptă" și "Cea mai bună Poveste" la Giant Bomb's 2018 Game of the Year Awards, în timp ce a fost competitorul de pe locul doi la "Cel mai bun Aspect", "Cel mai Dezamăgitor" și "Cel mai bun Joc". A fost, de asemenea, pe locul doi la Cele mai bune 10 Jocuri din 2018 a lui Entertainment Weekly. Jocul a câștigat și premiile "Cele mai bune Grafici", "Cel mai bun Personaj" pentru Arthur Morgan, "Cea mai bună Narativă" și "Cea mai bună Coloană Sonoră" la 2018 Action Game Awards a lui Game Informer. La Best of 2018 Awards a lui IGN, jocul a câștigat premiile "Cel mai bun joc pentru Xbox One", "Cele mai bune Grafici" și "Cea mai bună Muzică dintr-un Joc Video" și a fost competitorul de pe locul doi la "Cel mai bun Joc al Anului", "Cel mai bun Joc pentru PlayStation 4", "Cel mai bun Joc de Acțiune-Aventură" și "Cea mai bună Poveste dintr-un Joc Video", precum și nominalizat la "Cea mai bună Artă".
| An   | Premiu                                    | Categorie                                                              | Rezultat     | Ref.          |
| ---- | ----------------------------------------- | ---------------------------------------------------------------------- | ------------ | ------------- |
| 2016 | The Game Awards 2016                      | Most Anticipated Game                                                  | Nominalizare | [ 16 ]        |
| 2017 | Golden Joystick Awards                    | Most Wanted Game                                                       | Nominalizare | [ 17 ] [ 18 ] |
| 2017 | The Game Awards 2017                      | Most Anticipated Game                                                  | Nominalizare | [ 19 ]        |
| 2018 | Golden Joystick Awards                    | Ultimate Game of the Year                                              | Nominalizare | [ 20 ] [ 21 ] |
| 2018 | Golden Joystick Awards                    | Critics Choice Award                                                   | Câștigat     | [ 20 ] [ 21 ] |
| 2018 | The Game Awards 2018                      | Game of the Year                                                       | Nominalizare | [ 22 ]        |
| 2018 | The Game Awards 2018                      | Best Action/Adventure Game                                             | Nominalizare | [ 22 ]        |
| 2018 | The Game Awards 2018                      | Best Art Direction                                                     | Nominalizare | [ 22 ]        |
| 2018 | The Game Awards 2018                      | Best Audio Design                                                      | Câștigat     | [ 22 ]        |
| 2018 | The Game Awards 2018                      | Best Game Direction                                                    | Nominalizare | [ 22 ]        |
| 2018 | The Game Awards 2018                      | Best Narrative                                                         | Câștigat     | [ 22 ]        |
| 2018 | The Game Awards 2018                      | Best Performance (Roger Clark)                                         | Câștigat     | [ 22 ]        |
| 2018 | The Game Awards 2018                      | Best Score/Music                                                       | Câștigat     | [ 22 ]        |
| 2018 | Gamers' Choice Awards                     | Fan Favorite Fall Release                                              | Câștigat     | [ 23 ]        |
| 2018 | Gamers' Choice Awards                     | Gaming Moment of the Year                                              | Nominalizare | [ 23 ]        |
| 2018 | Australian Games Awards                   | Action/Adventure Title of the Year                                     | Câștigat     | [ 24 ]        |
| 2018 | Australian Games Awards                   | Game of the Year                                                       | Câștigat     | [ 24 ]        |
| 2019 | New York Game Awards                      | Big Apple Award for Best Game of the Year                              | Nominalizare | [ 25 ] [ 26 ] |
| 2019 | New York Game Awards                      | Tin Pan Alley Award for Best Music in a Game                           | Nominalizare | [ 25 ] [ 26 ] |
| 2019 | New York Game Awards                      | Statue of Liberty Award for Best World                                 | Câștigat     | [ 25 ] [ 26 ] |
| 2019 | New York Game Awards                      | Herman Melville Award for Best Writing                                 | Câștigat     | [ 25 ] [ 26 ] |
| 2019 | New York Game Awards                      | Great White Way Award for Best Acting in a Game (Roger Clark)          | Nominalizare | [ 25 ] [ 26 ] |
| 2019 | New York Game Awards                      | Great White Way Award for Best Acting in a Game (Cali Elizabeth Moore) | Nominalizare | [ 25 ] [ 26 ] |
| 2019 | 22nd Annual D.I.C.E. Awards               | Game of the Year                                                       | Nominalizare | [ 27 ] [ 28 ] |
| 2019 | 22nd Annual D.I.C.E. Awards               | Outstanding Achievement in Game Direction                              | Nominalizare | [ 27 ] [ 28 ] |
| 2019 | 22nd Annual D.I.C.E. Awards               | Adventure Game of the Year                                             | Nominalizare | [ 27 ] [ 28 ] |
| 2019 | 22nd Annual D.I.C.E. Awards               | Online Game of the Year                                                | Nominalizare | [ 27 ] [ 28 ] |
| 2019 | 22nd Annual D.I.C.E. Awards               | Outstanding Achievement in Art Direction                               | Nominalizare | [ 27 ] [ 28 ] |
| 2019 | 22nd Annual D.I.C.E. Awards               | Outstanding Achievement in Character (Arthur Morgan)                   | Nominalizare | [ 27 ] [ 28 ] |
| 2019 | 22nd Annual D.I.C.E. Awards               | Outstanding Technical Achievement                                      | Câștigat     | [ 27 ] [ 28 ] |
| 2019 | 22nd Annual D.I.C.E. Awards               | Outstanding Achievement in Animation                                   | Nominalizare | [ 27 ] [ 28 ] |
| 2019 | 18th Annual NAVGTR Awards                 | Game of the Year                                                       | Nominalizare | [ 29 ] [ 30 ] |
| 2019 | 18th Annual NAVGTR Awards                 | Art Direction, Period Influence                                        | Câștigat     | [ 29 ] [ 30 ] |
| 2019 | 18th Annual NAVGTR Awards                 | Costume Design                                                         | Câștigat     | [ 29 ] [ 30 ] |
| 2019 | 18th Annual NAVGTR Awards                 | Design, Franchise                                                      | Nominalizare | [ 29 ] [ 30 ] |
| 2019 | 18th Annual NAVGTR Awards                 | Direction in a Game Cinema                                             | Nominalizare | [ 29 ] [ 30 ] |
| 2019 | 18th Annual NAVGTR Awards                 | Game, Franchise Adventure                                              | Nominalizare | [ 29 ] [ 30 ] |
| 2019 | 18th Annual NAVGTR Awards                 | Lighting/Texturing                                                     | Nominalizare | [ 29 ] [ 30 ] |
| 2019 | 18th Annual NAVGTR Awards                 | Original Light Mix Score, Franchise                                    | Nominalizare | [ 29 ] [ 30 ] |
| 2019 | 18th Annual NAVGTR Awards                 | Performance in a Drama, Lead (Roger Clark)                             | Nominalizare | [ 29 ] [ 30 ] |
| 2019 | 18th Annual NAVGTR Awards                 | Performance in a Drama, Supporting (Alex McKenna)                      | Nominalizare | [ 29 ] [ 30 ] |
| 2019 | 18th Annual NAVGTR Awards                 | Sound Effects                                                          | Nominalizare | [ 29 ] [ 30 ] |
| 2019 | 18th Annual NAVGTR Awards                 | Use of Sound, Franchise                                                | Nominalizare | [ 29 ] [ 30 ] |
| 2019 | SXSW Gaming Awards                        | Video Game of the Year                                                 | Nominalizare | [ 31 ] [ 32 ] |
| 2019 | SXSW Gaming Awards                        | Excellence in SFX                                                      | Câștigat     | [ 31 ] [ 32 ] |
| 2019 | SXSW Gaming Awards                        | Excellence in Animation                                                | Nominalizare | [ 31 ] [ 32 ] |
| 2019 | SXSW Gaming Awards                        | Excellence in Technical Achievement                                    | Câștigat     | [ 31 ] [ 32 ] |
| 2019 | SXSW Gaming Awards                        | Excellence in Visual Achievement                                       | Nominalizare | [ 31 ] [ 32 ] |
| 2019 | SXSW Gaming Awards                        | Excellence in Musical Score                                            | Nominalizare | [ 31 ] [ 32 ] |
| 2019 | SXSW Gaming Awards                        | Excellence in Design                                                   | Nominalizare | [ 31 ] [ 32 ] |
| 2019 | SXSW Gaming Awards                        | Trending Game of the Year                                              | Câștigat     | [ 31 ] [ 32 ] |
| 2019 | 19th Annual Game Developers Choice Awards | Game of the Year                                                       | Nominalizare | [ 33 ] [ 34 ] |
| 2019 | 19th Annual Game Developers Choice Awards | Best Design                                                            | Nominalizare | [ 33 ] [ 34 ] |
| 2019 | 19th Annual Game Developers Choice Awards | Best Narrative                                                         | Nominalizare | [ 33 ] [ 34 ] |
| 2019 | 19th Annual Game Developers Choice Awards | Best Technology                                                        | Câștigat     | [ 33 ] [ 34 ] |
| 2019 | 19th Annual Game Developers Choice Awards | Best Visual Art                                                        | Nominalizare | [ 33 ] [ 34 ] |
| 2019 | 19th Annual Game Developers Choice Awards | Best Audio                                                             | Nominalizare | [ 33 ] [ 34 ] |
| 2019 | 19th Annual Game Developers Choice Awards | Innovation Award                                                       | Nominalizare | [ 33 ] [ 34 ] |
| 2019 | 2019 G.A.N.G. Awards                      | G.A.N.G. / MAGFEST People's Choice Award                               | Nominalizare | [ 35 ]        |
| 2019 | 15th British Academy Games Awards         | Best Game                                                              | Nominalizare | [ 36 ]        |
| 2019 | 15th British Academy Games Awards         | Artistic Achievement                                                   | Nominalizare | [ 36 ]        |
| 2019 | 15th British Academy Games Awards         | Audio Achievement                                                      | Nominalizare | [ 36 ]        |
| 2019 | 15th British Academy Games Awards         | British Game                                                           | Nominalizare | [ 36 ]        |
| 2019 | 15th British Academy Games Awards         | Narrative                                                              | Nominalizare | [ 36 ]        |
| 2019 | 15th British Academy Games Awards         | Performer (Roger Clark)                                                | Nominalizare | [ 36 ]        |
| 2019 | Famitsu Awards                            | Excellence Prize                                                       | Câștigat     | [ 37 ]        |
| 2019 | Italian Video Game Awards                 | People's Choice                                                        | Nominalizare | [ 38 ]        |
| 2019 | Italian Video Game Awards                 | Game of the Year                                                       | Câștigat     | [ 38 ]        |
| 2019 | Italian Video Game Awards                 | Best Art Direction                                                     | Câștigat     | [ 38 ]        |
| 2019 | Italian Video Game Awards                 | Best Game Design                                                       | Nominalizare | [ 38 ]        |
| 2019 | Italian Video Game Awards                 | Best Narrative                                                         | Nominalizare | [ 38 ]        |
| 2019 | Italian Video Game Awards                 | Best Character (Arthur Morgan)                                         | Nominalizare | [ 38 ]        |
| 2019 | Italian Video Game Awards                 | Best Audio                                                             | Câștigat     | [ 38 ]        |